# سنحاريب
سنحاريب (بالأكدية:  ، تُهجأ «Sîn-ahhī-erība» معناه «سين قَد حَلَ مَحل الإخوة»)، سادس ملوك الإمبراطورية الآشورية الحديثة، وثاني من حكمها من السُلالة السرجونية، دامَ سُلطانه نيف الـ 24 عامًا، بدئها مُنذ أن وافت والدهُ المنية سنة 705 ق.م، وحتى وفاته 681 ق.م. كانَ ملكًا بعيد الهمة كثير المغازي. شُهرته التي طالت أراضي الغرب، نابعة من الدور الذي لعبهُ في الكتاب المُقدس، والذي وصف حملتهُ المشهورة في بلادُ الشام. تشمل النقاط المحورية الأخرى في حُكم هذا الملك، تدميرهُ لمدينة بَابِل عام 689 ق.م وتجديدهُ وتوسيعهُ لـنَـينَـوى، آخر عواصمة آشور العظيمة.
بدأ حُكم الملك الشاب بمُهمة صعب تمثلت باخضاع بَابِل، والتي شكلت جوهرت تاج الجنوب لإمبراطوريته. نشأت العديد من مشاكل «سنحاريب» البَابِلية من زعيم القبيلة الكلدانية «مردوخ أبلا إيدينا الثاني»، الذي كان ملكًا على عرش بَابِل حتى أطاح به والد «سنحاريب» الملك «سرجون الثاني». بعد فَترة وجيزة من ورث «سنحاريب» عرش الإمبراطورية عام 705 ق.م، استعاد «مردوخ أبلا إيدينا» بَابِل وتحالف مع العيلاميين. على الرغُم من أن «سنحاريب» استعاد الجنوب عام 700 ق.م، إلا أن «مردوخ أبلا إيدينا» استمر في مُضايقته، ورُبما كان نفسه الذي حرض حُلفاء الآشوريين في بلاد الشام على التمرُد، مما أدى إلى أشعال فتيل حرب عام 701 ق.م، وتحارب هو نفسهُ ضد «بيل إبني»، ملك «سنحاريب» الدُمية في بَابِل. في حملة «سنحاريب» على الديار الشامية، لم تكُن الولايات الواقعة في الجنوب، ولا سيما مملكة يهوذا، سهلة الخضوع مثل تلك الواقعة في الشمال (عزيقة، لكيش)، لذلك غزا «سنحاريب» القدس في عساكر غص بها الفضاء. نتيجة الحصار الذي ضربهُ «سنحاريب» على القدس لا تزال محل جدال، على الرغم من أن الرواية العبرية تدعي أن تدخُلًا الإلهيًا من قبل ملائكة ارسلهُم الله قد أنهى هجوم «سنحاريب» بعد ان دمروا كتائب الجيش الآشوري، إلا أن الهزيمة الآشورية في هذه المعركة غير مُرجحة، وذلك لأستسلم «حزقيا» ملك يهوذا في نهاية الحملة. السجلات المُعاصرة، حتى تلك التي كتبها أعداء آشور، لا تذكر هزيمة الأشوريين في القُدس. بعد فترة وجيزة من الهدوء النسبي في ربوع المملكة تشتت السَـلام، عندما أقدم البابليون والعيلاميون على أسر ابن «سنحاريب» البكر ووريثهُ الظاهر «آشور ندين شومي» وأعدموه، والذي كان قد أعلنهُ «سنحاريب» ملكًا على بَابِل، رد «سنحاريب» على هذه الخيانة كان مُزلزلًا، والقصة التي تركها لتروي أحداث أنتقامه مليئة بالكراهية، شن حملة قاسية في كلا المنطقتين، الأولى كانت على عام مملكة عيلام، أبحر «سنحاريب» بأسطوله قاطعًا خليج العرب ونزل بفارس، فأوغل في البلاد وأثخن فيها ودمر قبل أن يعود إلى آشور، ثُم جاء دورُ بَابِل، سار بجيشه إلى عاصمة الجنوب، فدك حُصونها وقُصورها وذَبح جُزءًا كبيرًا من سُكانها وأحالَ أجزاء واسعة من المدينة إلى الأرض، من خلال تحويل مجرى مياه نهري دجلة والفُرات إليها وسبى تمثال إلَهها الكبير مردوخ، بعدها قام بتسوية أسوارها.
نقل «سنحاريب» عاصمة الإمبراطورية من نمرود إلى نينوى، حيث أمضى مُعظم وقته كولي للعهد. لتحويل نينوى إلى عاصمة جديرة بإمبراطوريته، أطلق أحد أكثر مشاريع البناء الأكثر طموحًا في التاريخ القديم. قام بتوسيع حجم المدينة وبنى أسوارها العظيمة والعديد من معابدها وحدائقُها الملكية التي قام بحفر وبناء القناطر من أعالي الشمال لتزويدها بالمياه. أشهر أعماله في المدينة هو قصر الجنوب الغربي، الذي أطلق عليه «سنحاريب» لقب «قصر لا يُضاهيه قصر».
بعد وفاة ابنه البكر وولي عهده، «آشور نادين شومي»، عين «سنحاريب» في البداية ابنه الثاني «أردا موليسو» وريثًا. ثم ولأسباب غير معروفة استبدل الأخير بابنه الأصغر، «أسرحدون»، عام 684 ق.م. تجاهل «سنحاريب» مُناشدات «أردا موليسو» المُتكررة لإعادته إلى منصبه السابق، وفي عام 681 ق.م، قتل «أردا موليسو» بمُساعدة شقيقه الاصغر «نابو شار أوسر» والدهُما «سنحاريب»، أملين الظفر بعرش الإمبراطورية. رحبت بابل والشام بوفاته كعقاب إلهي، في حين كان رد فعل الآشوريين مزيجًا من الاستياء والرعب. تم تأجيل تتويج «أردا موليسو»، بينما قاد «أسرحدون» جيْشاً عرمرمًا دخل بهِ نَينَوى، ونصب نفسه ملكًا على النحو الذي أرادهُ «سنحاريب».

## خَلفية

### النسب والحياة المبكرة
«سنحاريب» هو ابن وخليفة مؤسس السُلالة السرجونية الملك «سرجون الثاني»، الذي كان ملكًا على آشور من 722 إلى 705 ق.م، وعلى بَابِل من 710 إلى 705 ق.م. هوية والدة «سنحاريب» غير مؤكدة. تاريخيًا، كان الرأي الأكثر شيوعًا هو أن «سنحاريب» كان ابن الملكة «أتاليا» زوجة «سرجون»، هذا الامر يُعتبر الآن غير مُرجح. حتى تكون «أتاليا» والدة «سنحاريب»، كان لابد أن تكون قد ولدت حوالي عام 760 ق.م، على أبعد تقدير، وعاشت حتى عام 692 ق.م على الأقل، ولكن قبر «أتاليا» في نمرود، الذي تم اكتشافه في الثمانينيات، يُشير إلى أنها كانت تبلغ من العُمر 35 عامًا على الأكثر عند وفاتها. تعتبر عالمة الآشوريات «جوزيت إيلاي» أنه من المعقول أن تكون والدة «سنحاريب» واحدة من زوجات «سرجون»، المُسمات «رئمة». شاهد قبر من آشور، اكتُشف في عام 1913، يُشير إليها بوجه التحديد على أنها «أم سنحاريب». يُعتبر وجود الملكة «رئمة» اكتشافًا حديثًا، بناءً على قراءة من عام 2014 للنقش الموجود على الشاهد. «سرجون الثاني» نفسه ادعى أنه ابن الملك الأسبق «تغلث فلاسر الثالث»، هذا الأمر غير مؤكد، وذلك لأغتصاب «سرجون» العرش من ابن «تغلث فلاسر» الآخر «شلمنصر الخامس».
ربما ولد «سنحاريب» حوالي 745 ق م. إذا كان «سرجون الثاني» هو ابن «تغلث فلاسر الثالث» وليس مُغتصبًا من غير سُلالة، لكان «سنحاريب» قد نشأ في القصر الملكي في كالح وقضى مُعظم شبابه هناك. استمر «سرجون» في العيش في نمرود لفترة طويلة بعد أن أصبح ملكًا، تاركًا المدينة في عام 710 ق.م ليُقيم في بَابِل، ثم في عاصمته الجديدة دور شروكين في عام 706 ق.م. بحلول الوقت الذي انتقل فيه «سرجون» إلى بابل، كان «سنحاريب»، الذي شغل منصب ولي العهد والوريث المُعين، قد غادر كالح بالفعل، ويعيش في نينوى. كانت نينوى المقر المُعين لولي العهد الآشوري منذ عهد «تغلث فلاسر الثالث». كان المُعلم الملكي، «هوني»، مسؤول عن تعليم «سنحاريب» وإخوته. من المُحتمل أنهم تعلموا الحساب وكيفية القراءة والكتابة باللغتين السومرية والأكادية.
كان لـ«سنحاريب» عدة إخوة وأخت واحدة على الأقل. بالإضافة إلى الإخوة الأكبر سنًا الذين ماتوا قبل ولادته، الإخوة الأصغر سنًا، يذكر انَ بعضهم ظلَ على قيد الحياة حتى أواخر عام 670 ق.م، والبعض الأخر في خدمة ابن «سنحاريب» وخليفته «آسرحدون». تم تزويج أخت «سنحاريب» الوحيدة المعروفة، «آهات أبيشة»، من «أمباريس»، ملك تابال، لكنها عادت على الأرجح إلى آشور بعد أول حملة ناجحة لـ«سرجون» ضد تابال.
اسم «سنحاريب»، في الأكادية سين-أحي-إريبا، يعني «سين (إله القمر) قد حلَ مَحل الإخوة». من المُحتمل أن الاسم مُشتق ليسَ لكون «سنحاريب» أول أبناء «سرجون»، ولكن لكون جميع إخوته الأكبر سناً قد ماتوا بحلول الوقت الذي ولد فيه. بالعبرية يُعرف «سنحاريب» بـ "Snḥryb" وبالآرامية كان "Šnḥ’ryb". وفقًا لوثيقة من عام 670 ق.م، في آشور كان من غير القانوني تَسمية شخص من عامة الناس باسم «سنحاريب»، حيث كان يُعتبر بمثابة تدنيس للمُقدسات.

### سنحاريب ولياً للعهد

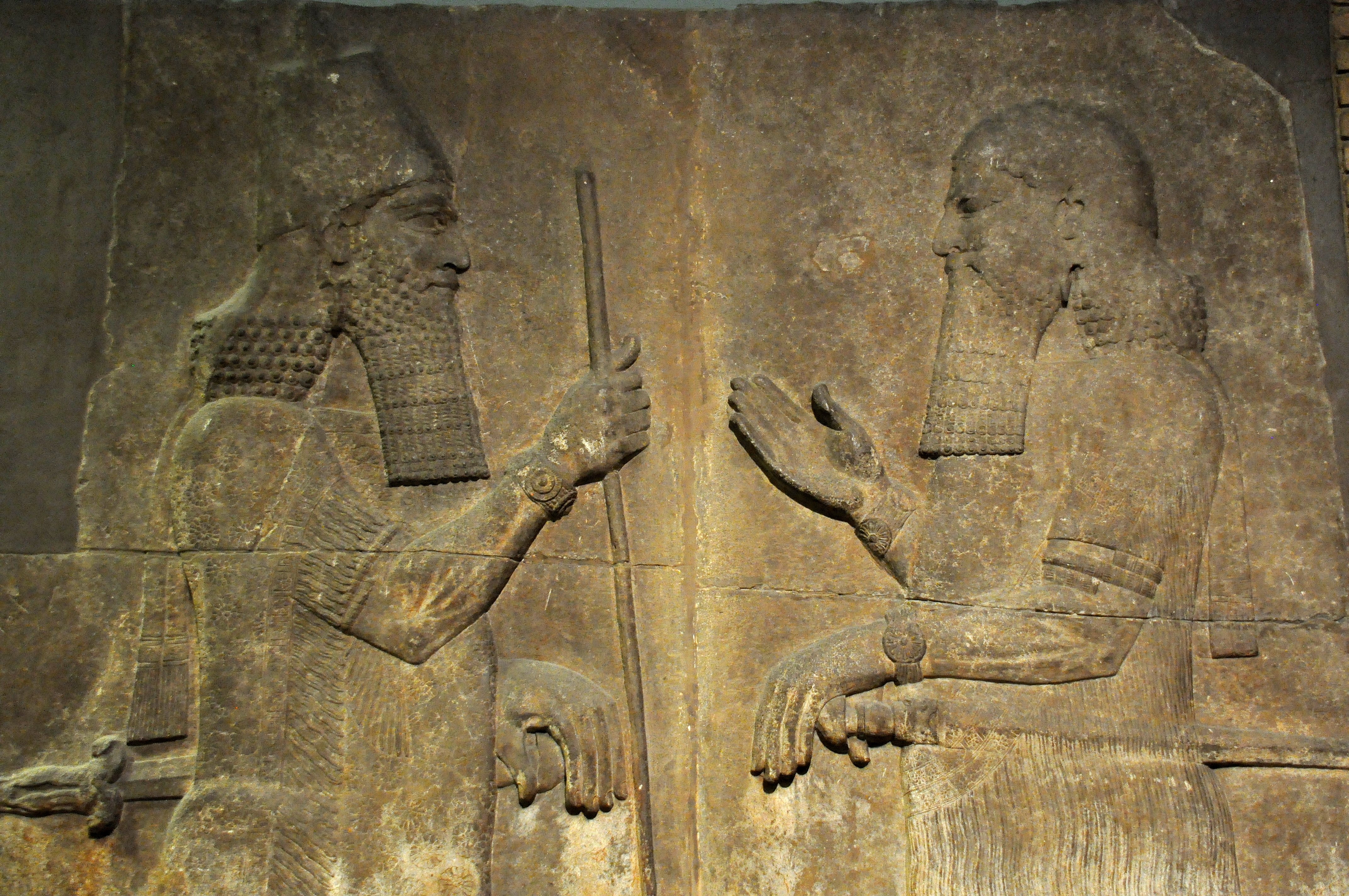
الملك «سرجون الثاني» (يساراً) يواجه مسؤولاً رفيع المُستوى، ربما يكون ولي عهده «سنحاريب». المُتحف البريطاني.

بصفته وليًا للعهد، مارس «سنحاريب» السُلطة الملكية مع والده، أو بمفرده كبديل بينما كان «سرجون» بعيدًا خلال أحد حملاته. خلال فترات غياب «سرجون» الأطول عن أشور، كان مقر إقامة «سنحاريب» بمثابة مركز حُكم الإمبراطورية. تُشير المسؤوليات المهمة الموكلة إلى «سنحاريب» إلى درجة معينة من الثقة بين الملك وولي العهد. في النقوش التي تصور كل من «سرجون» و«سنحاريب»، تم تصويرهما في وضعية تحاور ونقاش، ويبدو أنهما مُتساويان تقريبًا. بصفته وصيًا على العرش، كان واجب «سنحاريب» الأساسي هو الحفاظ على العلاقات مع الحُكام والجنرالات والإشراف على شبكة الاستخبارات العسكرية الواسعة للإمبراطورية. أشرف «سنحاريب» على الشؤون الداخلية وكثيرا ما أبلغ «سرجون» بالتقدم المُحرز في بناء المشاريع في أنحاء الإمبراطورية. كما كلفه «سرجون» باستقبال وتوزيع الترافيد القادمة من الرعية. بعد توزيع هذه الموارد، أرسل «سنحاريب» رسائل إلى والده لإبلاغه بقراراته.
تُشير رسالة إلى والده إلى أن «سنحاريب» كان يحترمه وأنهما كانا على علاقة ودية. لم يعصِ والده أبدًا، وتشير رسائله إلى أنه كان على معرفة جيدة بطبيعة والده ويريد إرضائه. لأسباب غير معروفة، لم يأخذه «سرجون» في حملاته العسكرية. تَعتقد عالمة الآشوريات «جوزيت إيلاي» أن «سنحاريب» ربما استاء من والده بسبب ذلك، كون ذلك الأمر قد فوت عليه المجد المرتبط بالانتصارات العسكرية. على أي حال، لم يتخذ «سنحاريب» أي إجراء ضد «سرجون» أو حاول اغتصاب العرش على الرغم من كونه قَد بَلغَ منَ العُمر ما يكفي ليصبح ملكًا.

### آشور وبابِل
بحلول الوقت الذي أصبح فيه «سنحاريب» ملكًا، كانت الإمبراطورية الآشورية الحديثة هي القوة المُهيمنة في الشرق الأدنى لأكثر من ثلاثين عامًا، ويرجع ذلك أساسًا إلى جيشها الكبير المُدرب جيدًا والمتفوق على جيوش الممالك الأخرى. على الرغم من أن بابل في الجنوب كانت أيضًا مملكة كبيرة في السابق، إلا أنها كانت أضعف من جارتها الشمالية خلال هذه الفترة، بسبب الانقسامات الداخلية وعدم وجود جيش جيد التنظيم. تم تقسيم سُكان بابل إلى مجموعات عرقية مختلفة لها أولويات مختلفة. على الرغم من أن البابليين الأصليين قد حكموا معظم المدن، مثل كيش، أور، أوروك، وبورسيبا، ونيبور، وبابل نفسها، إلا أن القبائل الكلدانية بقيادة زعماء القبائل الذين غالبًا ما تشاجروا مع بعضهم البعض سيطرت على مُعظم الأراضي الواقعة في أقصى الجنوب. عاش الآراميون على أطراف الأراضي المُستقرة وكانوا معروفين بنهبهم للأراضي المُحيطة. بسبب الاقتتال الداخلي بين هذه المجموعات الرئيسية الثلاث، كانت بابل غالبًا هدفًا جذابًا للحملات الآشورية. تنافست المملكتان منذ ظهور الإمبراطورية الآشورية الوسطى في القرن الرابع عشر قبل الميلاد، وفي القرن الثامن قبل الميلاد، اكتسب الآشوريون اليد العليا بصورة مُستَمرة. أدى ضعف بابل الداخلي والخارجي إلى غزوها من قبل الملك الآشوري «تغلث فلاسر الثالث» عام 729 ق.م.
أثناء توسع آشور إلى إمبراطورية كبرى، احتل الآشوريون العديد من الممالك المجاورة، إما بضمها كمقاطعات آشورية أو تحويلها إلى ولايات تابعة. نظرًا لأن الآشوريين كانوا يكرمون تاريخ بابل الطويل وثقافتهم، فقد تم الحفاظ عليها كمملكة كاملة، إما يحكمها ملك موكل أو ملك أشور في اتحاد شخصي. كانت العلاقة بين آشور وبابل مشابهة للعلاقة بين أثينا وروما في القرون اللاحقة. تم استيراد الكثير من الثقافة والنصوص والتقاليد الآشورية من الجنوب. كما تشترك آشور وبابل في نفس اللغة (الأكادية). كانت العلاقة بين آشور وبابل علاقة عاطفية بمعنى ما. النقوش الآشورية الجديدة تُضَمن مُسطَلح «الجنس الاجتماعي» بين البلدين، واصفة آشور مجازياً بـ «الزوج»، وبابل «زوجته». على حد تعبير عالم الآشوريات «إيكارت فرام»، «كان الآشوريون يحبون بابل، لكنهم كانوا يرغبون أيضًا في السيطرة عليها». على الرغم من احترام بابل باعتبارها منبع الحضارة، كان من المُتوقع أن تظل مُعادية في الأمور السياسية، وهو الأمر الذي رفضته آشور مرارًا وتكرارًا.

## الحُكم

### وفاة سرجون الثاني والخلافة

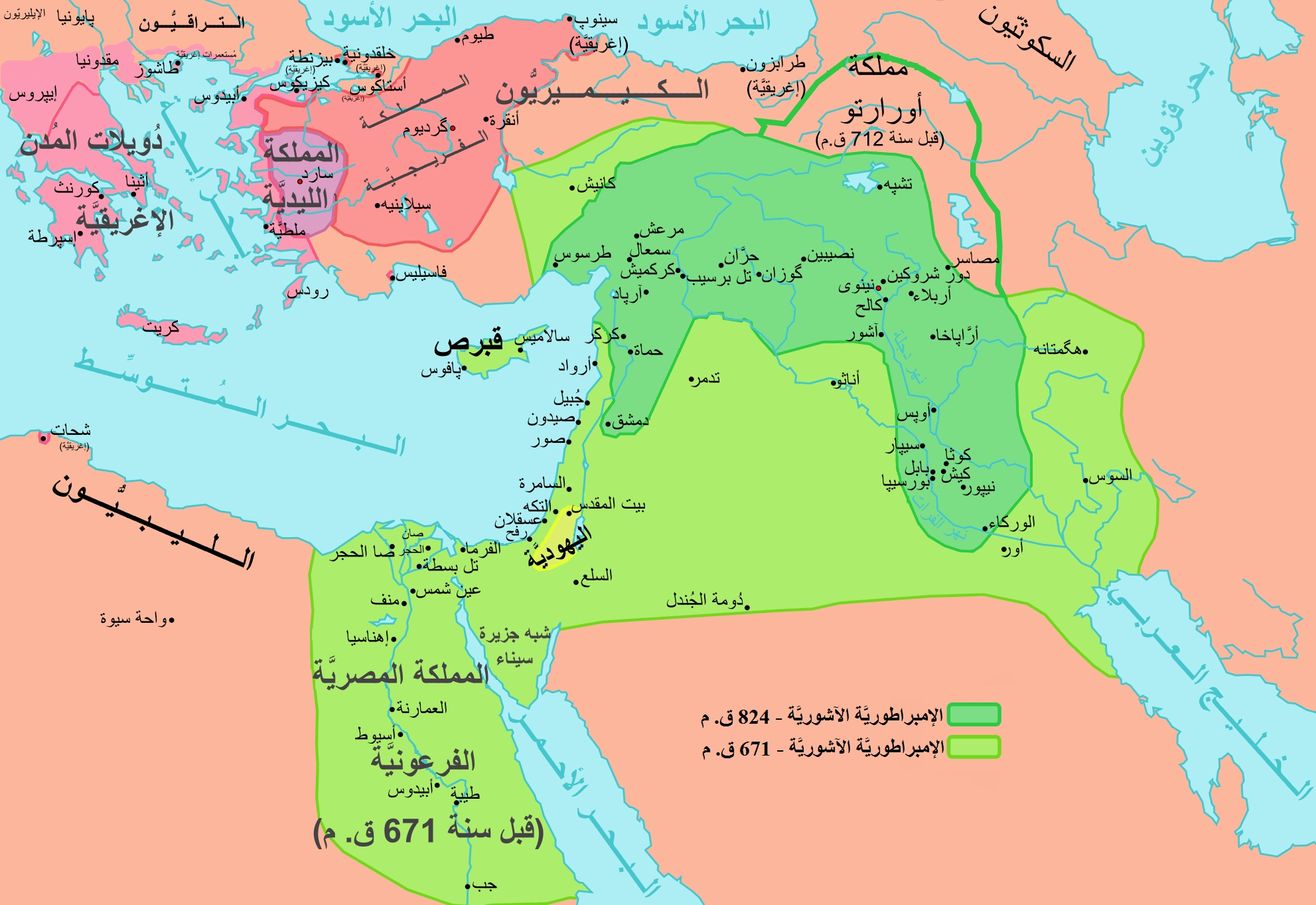
الإمبِراطورِية الآشورية الحَديثة.

في عام 705 ق.م، قاد «سرجون الثاني»، ربما في الستينيات من عُمره، الجيش الآشوري في حملة ضد الملك «جوردو» من مملكة تابال في وسط الأناضول. كانت الحملة كارثية، أنتهت بهزيمة الجيش الآشوري ومقتل «سرجون»، والذي أسر الأناضوليون جُثته. جعل مقتل «سرجون» الهزيمة أسوأ بشكل ملحوظ كون الآشوريين اعتقدوا أن الآلهة قد عاقبت ملكهُم على بعض جرائمه السابقة. في أساطير بلاد الرافدين، تكون حياةُ الآخرة مُروعة لأولئك الذين ماتوا في المعركة ولم يُدفنوا، حُكم عليهم بالمُعاناة الأبدية. كان «سنحاريب» يبلغ من العمر 35 عامًا تقريبًا عندما اعتلى العرش الآشوري في شهر أغسطس من عام 705 ق.م. كان لديه قدر كبير من الخبرة في كيفية حكم الإمبراطورية كنتيجة لفترة ولايتهُ الطويلة كولي للعهد. كان رد فعله على مصير والده هو النأي بنفسه عن «سرجون». وصف المؤرخ «إيكارت فرام» رد فعل «سنحاريب» بأنه «إنكار شُبه كامل»، حيث كتب أن «سنحاريب» «شَعر على ما يَبدو بأنه غير قادر على الاعتِراف بما حدث لسرجون والتعامل معه ذهنيًا». تخلى «سنحاريب» على الفور عن عاصمة «سرجون» العظيمة، دور شروكين، ونقل العاصمة إلى نينوى بدلاً من ذلك. كان أحد الإجراءات الأولى التي قام بها «سنحاريب» كملك هو إعادة بناء معبد مُكرس للإله نرغال، المُرتبط بالموت والكوارث والحرب، في مدينة تاربيسو (مدينة قديمة تبعد حوالي 5 كم شمال نينوى).
حتى مع وضع هذا الإنكار العلني في الاعتبار، كان «سنحاريب» مؤمنًا بالخُرافات، وأمضى وقتًا طويلاً في سؤال عرافيه عن نوع الخطيئة التي كانَ يُمكن لـ«سرجون» أن يرتكبها حتى يُعاني المصير الذي كان أنتظره، ربما بالنظر إلى احتمال أنه أساء إلى آلهة بَابِل من خلال السيطرة عليها. يوجد نص، على الرغم من أنه كتب على الأرجح بعد وفاة «سنحاريب»، يقول إنَ «سنحاريب» كان يُحقق في طبيعة «الخطيئة» التي ارتكبها والدُه. تم إرسال حملة صغيرة عام 704 ق.م (غير مذكور في سجلات «سنحاريب» التاريخية اللاحقة)، بقيادة مجموعة أقطاب بدلاً من الملك نفسه، ضد الملك «جوردو» ملك مملكة تابال من أجل الانتقام «لسرجون». قضى «سنحاريب» الكثير من الوقت والجهد لتخليص الإمبراطورية من صور «سرجون». رفع مستوى سياج الفناء لجعل النقوش التي اقامها «سرجون» في معبد آشور غير مرئية. وعندما توفيت «أتاليا» زوجة «سرجون»، دُفنت على عجل وفي نفس نعش الملكة «إابا»، زَوجة الملك السابق «تغلث فلاسر الثالث». لم يُذكر «سرجون الثاني» قط في نقُوش «سنحاريب».

### الحملة البابلية الأولى

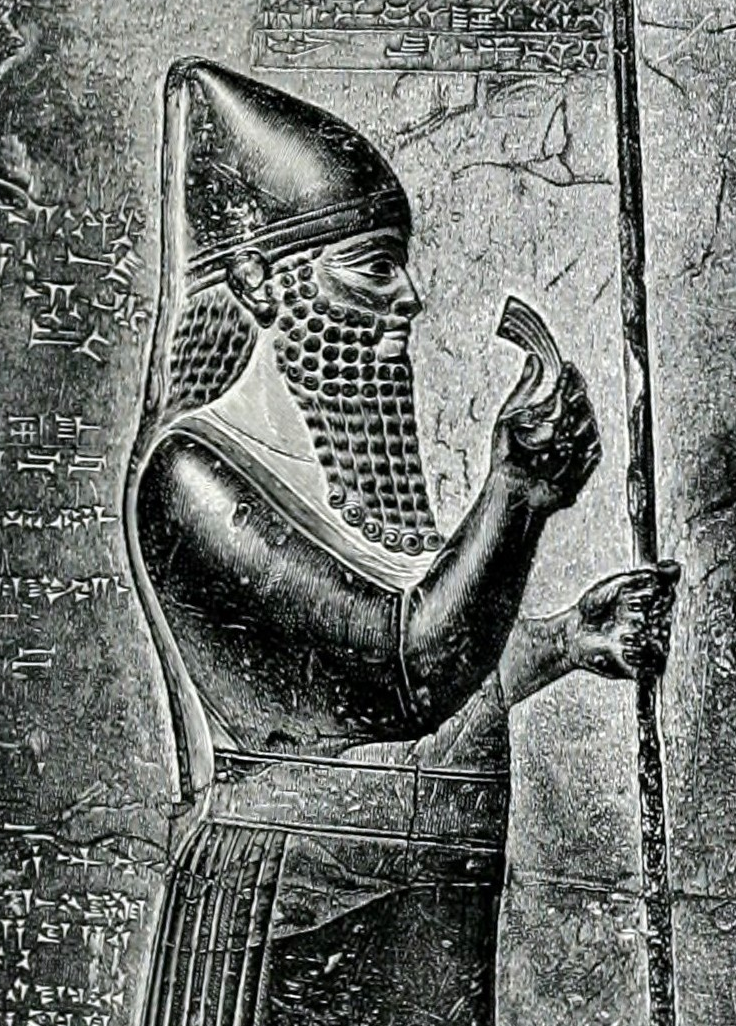
تصوير لعدو «سنحاريب» اللدود «مردوخ ابلا ادينا الثاني»، ملك بابل (722-710 و 703 / 704-703 ق.م) والمُحرض الاساسي للعديد من صراعات «سنحاريب» اللاحقة. مُتحف فورديرازياتيش.

ألهم موت «سرجون الثاني» في المعركة واختفاء جسدهُ العديد من الثورات في أرجاء الإمبراطورية. حكم «سرجون» بابل مُنذ 710 ق.م، عندما هزم زعيم القبيلة الكلدانية «مردوخ ابلا ادينا الثاني»، الذي سيطر على الجنوب في أعقاب وفاة سلفه «شلمنصر الخامس» عام 722 ق.م. مثل أسلافه، أخذ «سنحاريب» الألقاب الملكية لكُل من بلاد آشور وبابل عندما أصبح ملكًا، لكنَ حُكمه في بابل كان أقل استقرارًا. على عكس «سرجون» والحُكام البابليين السابقين، الذين أعلنوا أنفسهم على أنهم شكاناكو (نواب الملك) في بابل، تقديراً لإله المدينة الكبير مردوخ (الذي كان يُعتبر «الملك» الرسمي للمدينة)، أعلن «سنحاريب» بشكل صريح أنه ملك بابل. علاوة على ذلك، فهو لم «يمسك بيد» تمثال مردوخ، التمثيل المادي للإله، وبالتالي لم يُكرم الإله من خلال خضوعه لطقوس التتويج البابلي التقليدية.
غضبًا من عدم الاحترام هذا، قامت ثوره بابلية بعد شهر واحد في 704 أو 703 ق.م أطاحت بحكم «سنحاريب» في الجنوب. أولاً، تولى عرش بابل شَخص يُدعى «مردوخ زاكير شومي الثاني»، لكن «مردوخ ابلا ادينا الثاني»، نفس أمير الحرب الكلداني الذي سيطر على المدينة ذات مرة وحارب ضد والد «سنحاريب»، أطاح به بعد عامين فقط أو أربعة أسابيع. حشد مردوخ «مردوخ أبلا إدينا» جَمع كبيرة من شعب بابل للقتال من أجله، سواء من سُكان بابل الأصليين أو القبائل الكلدانية، كما قام بتجنيد قوات من مملكة عيلام المُجاورة. على الرغم من أن تجميع كل هذه القوات استغرق وقتًا، كان رد «سنحاريب» بطيئًا على هذه التطورات، مما سمح «لمردوخ أبلا إدينا» بنشر مجموعات كبيرة من القوات في مدينتي كوثى وكيش.
كانت أجزاء من الجيش الآشوري مُتمركزة بعيدًا في مملكة تابال عام 704 ق.م. ربما اعتبر «سنحاريب» الحرب على جبهتين محفوفة بالمخاطر، فقد ترك «مردوخ أبلا إدينا» دون منازع لعدة أشهر. في عام 703 ق.م، بعد انتهاء حملة تابال، جمع «سنحاريب» جيشه في آشور، والتي غالبًا ما أُستُخدمت كموقع حشد للحملات ضد الجنوب. شن الجيش الآشوري بقيادة «سنحاريب» هجوماً فاشلاً على قوات التحالف بالقرب من مدينة كيش، مما عزز شرعية التحالف. ومع ذلك، أدرك «سنحاريب» أيضًا أن قوات العدو قَد أنقسمت، وقاد جيشه بالكامل للاشتباك وتدمير جزء من الجيش المُعسكر في كوثى. بعد ذلك، تحرك لمُهاجمة الكتيبة المُعسكِرة في كيش، وانتَصر في هذه المعركة أيضًا. خوفًا على حياته، فر «مردوخ أبلا إدينا» من ساحة المعركة. تذكُر نقوش «سنحاريب» أنه من بين الأسرى الذين تم أسرهم بعد الانتصار رَبيب «مردوخ أبلا إدينا» و«باسقانو» شقيق ملكة العرب «يثيعة» التي انضمت إلى التحالف.
ثم سار «سنحاريب» إلى بابل.  عندما ظهر الآشوريون في الأفق، فتحت بابل أبوابها، مُستسلمة دون قتال. تم توبيخ المدينة، وعانت من نهب بسيط، ولكن لم يُصب أي من مواطنيها بأذى. بعد أستراحة قصيرة في بابل، تحرك «سنحاريب» والجيش الآشوري بشكل منهجي عبر جنوب المدينة، حيث لا تزال هُناك مقاومة مُنظمة، مما أدى إلى تهدئة كل من المناطق القبلية والمدن الرئيسية. تنص نقوش «سنحاريب» على أسر أكثر من مائتي ألف أسير. لأن سياسته السابقة في الحكم كملك لكل من بلاد آشور وبابل قد فشلت بشكل واضح، حاول «سنحاريب» طريقة أخرى، بتعيين مواطن بابلي نشأ في البلاط الآشوري، «بيل ابني»، ملكًا تابعًا له في الجنوب. وصف «سنحاريب» «بيل ابني» بأنه «من مواليد بابل نشأ في قصري مثل جرو صغير».

### حملة بلاد الشام
بعد الحرب البابلية، كانت حملة «سنحاريب» الثانية في جبال زاغروس. هُناك، أخضع شعب ياسوبيغال، وهم شعب من شرق نهر دجلة، والكيشيين، وهم شعب حكم بابل قبل قرون. حملة سنحاريب الثالثة، الموجهة ضد ممالك ودول بلاد الشام، موثقة جيدًا مُقارنة بالعديد من الأحداث الأخرى في الشرق الأدنى القديم، وهي أكثر حدث موثق في تاريخ إسرائيل خلال فترة الهيكل الأول. في عام 705 ق.م، توقف «حزقيا»، ملك مملكة يهوذا، عن دفع الجزية السنوية للآشوريين وبدأ في اتباع سياسة خارجية عدوانية بشكل ملحوظ، ربما مستلهِمًا من موجة التمرُدات الأخيرة التي أجتاحت الإمبراطورية الآشورية.
بعد التآمر مع مصر (التي كانت تحت حُكم الكوش آنذاك) و«صدقيا»، ملك مدينة عسقلان المُناهض للآشوريين، هاجم «حزقيا» المُدن الفلسطينية الموالية لآشور وأسر تابع «سنحاريب»، الملك «بادي»، ملك عقرون، وسجنه في عاصمته، القُدس. في شمال بلاد الشام، احتشدت المُدن التابعة للآشور حول «لولي»، ملك صور وصيدا. هججَ العدو اللدود «لسنحاريب» «مردوخ أبلا إدينا» المشاعر المُعادية للآشوريين بين بعض التابعين الغربيين للإمبراطورية. لقد تقابل وأرسل الهدايا إلى الحُكام الغربيين أمثال «حزقيا»، على أمل أن يجمع تحالفًا واسعًا مُناهضًا للآشوريين.

في عام 701 ق.م، تحرك «سنحاريب» لأول مرة لمُهاجمة المُدن السورية-الحثية والفينيقية الواقعة في الشمال. مثلما فعل العديد من حُكام هذه المدن من قبل، وكان سيفعلونه مرة أخرى، هرب «لولي» بدلاً من مواجهة غضب الآشوريين، حتى أصبح بعيدًا عن مُتناول «سنحاريب». وبدلاً منه، أعلن «سنحاريب» نبيلًا باسم «أثبعل» ملكًا جديدًا لصيدا وأشرف على خضوع العديد من المدن المجاورة لحكمه. في مواجهة الجيش الآشوري الجرار، استسلم العديد من حُكام بلاد الشام، بما في ذلك «بودو إيلو» حاكم مملكة عمون، و«كاموسو نادبي» حاكم مملكة موآب، و«ميتنتي» حاكم مملكة أشدود و«مالك رامو» حاكم مملكة أدوم، إلى «سنحاريب» لتجنُب العقاب.

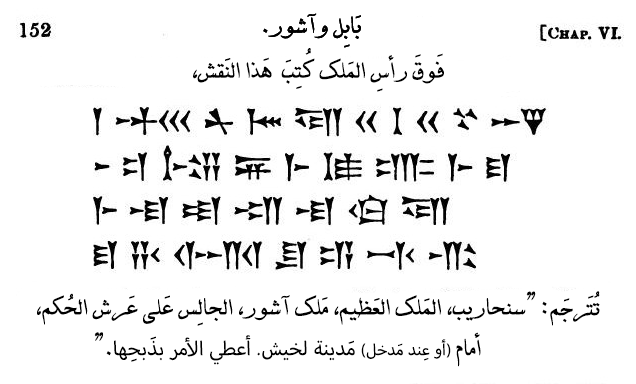
نقش بالأكادية، موجود أعلى رأس مسلة «لسنحاريب» تُخلد حصاره لمدينة لخيش. من كتاب «اكتشافات في أنقاض نينوى وبابِل» «لأوستن هنري لايارد» المَنشور عام 1853.

لم يكن قمع المقاومة في جنوب بلاد الشام بهذه السهولة، مما أجبر سنحاريب على غزو المنطقة. بدأ الآشوريون بهزيمة «صدقيا» وأخذ عسقلان، ثم حاصروا واستولوا على المُدن المجاورة لها. بينما كان الآشوريون يستعدون لمُهاجمة عقرون، تدخلت مصر حليفة «حزقيا» في الصراع. هزم الآشوريون الحملة المصرية في معركة بالقرب من مدينة التكية (عبارة عن موشاف تقع في وسط إسرائيل). وأخذوا مدينتي عقرون وتمنة وضلت مملكة يهوذا وقفه وحدها، فوضع «سنحاريب» أورشليم نصب عينيه. بينما كان جُزء من قوات «لسنحاريب» تستعد لمحاصرة القدس، سار «سنحاريب» بنفسه إلى مدينة لخيش اليهودية المُهمة. من المُحتمل أن كل من حصار القدس وحصار لخيش قد منع وصول المزيد من المُساعدات المصرية إلى «حزقيا»، وأرهب ملوك الدول الأصغر الأخرى في المنطقة.
كان حصار لخيش، الذي انتهى بتدمير المدينة، طويلًا لدرجة أن المدافعين بدأوا في النهاية باستخدام رؤوس سهام مصنوعة من العظام بدلاً من المعدن. للاستيلاء على المدينة، بنى الآشوريون تل حصار كبير، عبارة عن مُنحدر من التراب والحجر، من أجل الوصول إلى قمة أسوار لخيش. بعد أن دمروا المدينة، قام الآشوريون بترحيل الناجين إلى آشور، وأجبروا بعضهم على العمل في مشاريع البناء، وآخرون للخدمة في الحرس الشخصي للملك.

### سنحاريب على أبواب القُدس

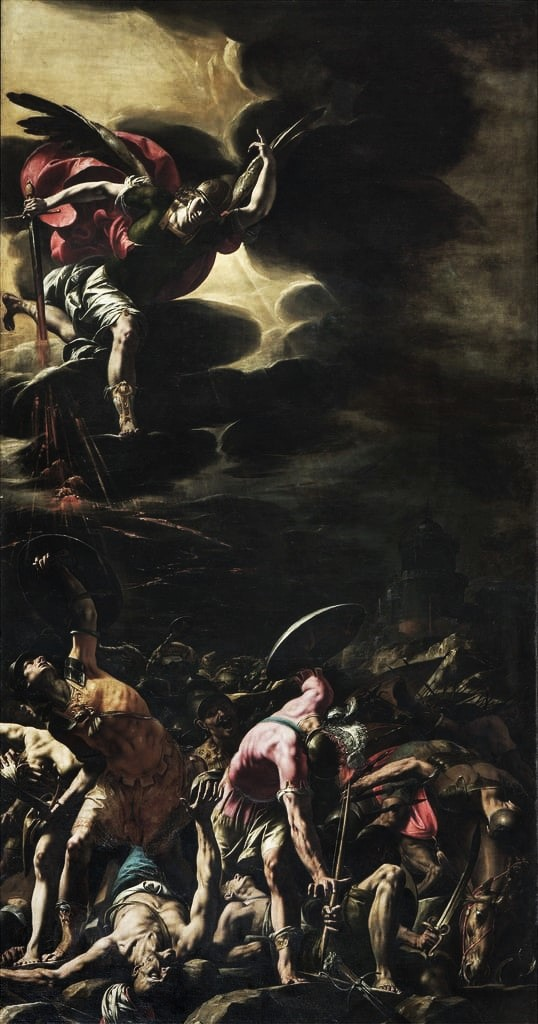
لوحة مَعركة سنحاريب، تصور الرواية التوراتية. بريشة «تانزيو دا فارالو» 1629.

يبدأ سرد «سنحاريب» لما حدث في القُدس بـ «أما بالنسبة لحَزقيا ... مثل طائر في قَفص، حُبسته في القدس، مدينتهُ الملكية. لقد حاصرته بالمُعسكرات، وحرمت عليه الخروج من أبوابها». على هذا النحو، تم حصار القدس بشكل ما، على الرغم من عدم وجود أنشطة عسكرية واسعة النطاق والمُعدات المُناسبة يعني من المُرجح أنها لم تكن حصارًا كاملاً. وبحسب الرواية التوراتية، وقف مسؤول آشوري كبير أمام أسوار المدينة وطالب باستسلامها، مُهددًا بأن سُكان يهودا «سيأكلون البراز ويشربون البول» أثناء الحصار. على الرغم من أن الرواية الآشورية للحصار قد تدفع المرء إلى الاعتقاد بأن «سنحاريب» كان حاضرًا شخصيًا، إلا أن هذا الأمر لم يُذكر بصورة صريحة أبدًا، والنقوش التي تصور الحملة تظهر «سنحاريب» جالسًا على العرش في لخيش بدلاً من الإشراف على استعدادات الهجوم على القدس. وبحسب الرواية التوراتية، عاد المبعوثون الآشوريون الذين أُرسلوا إلى «حزقيا» إلى «سنحاريب» ليجدوه في خضم الصراع مع مدينة لبنة.
تختلف رواياتُ الحصار المفروض حول القدس عن الحصار الموصوف في سجلات «سنحاريب»، والنقوش الموجودة في قصر سنحاريب في نينوى، تصور الحصار الناجح على لخيش بدلاً من الأحداث التي جرت في القدس. على الرغم من أن حصار القدس لم يكن حصارًا بالمعنى الحرفي للكلمة، جميع المصادر المُتاحة تُشير إلى أن جيشًا آشوريًا كبيرًا كان مُتمركزًا في مُحيط المدينة، ربما على جانبها الشمالي. على الرغم من أن الحصار قد انتهى دون قتال كبير، إلا أنه من غير المؤكد كيف تم حله وما الذي منع جيش «سنحاريب» الضخم من دخول المدينة. تقول الرواية التوراتية عن نهاية هجوم «سنحاريب» على القدس، أنه على الرغم من أن جنود «حزقيا» كانوا يحرسون أسوار المدينة، وعلى استعداد للدفاع عنها ضد الآشوريين، إلا أن الكيان المُشار إليه باسم «الملاك المدمر»، الذي أرسله الرب، أباد جيش «سنحاريب»، مما أسفر عن مقتل 185.000 جندي آشوري أمام أبواب القدس.
يصف المؤرخ الإغريقي «هيرودوت» الحملة بالفشل الآشوري، بسبب «عدد كبير من فئران الحقول» التي أجتاحت المُعسكر الآشوري، وألتهمت جُعَب وأوتار أقواس الجنود، الأمر الذي تركهُم غير مسلحين ودفعهم إلى الفرار. من المُمكن أن تكون قصة هجوم الفئران إشارة إلى نوع من الأمراض الذي أصاب المُعسكر الآشوري، ربما طاعون إنتان الدم. فرضية بديلة، قدمها لأول مرة الصحفي «هنري ت. أوبين» في عام 2001، وهي أن الحصار المفروض على القدس ربما يكون قد تم رفعه من خلال تدخل جيش كوشي من مصر. من غير المُحتمل أن تكون المعركة هزيمة آشورية صريحة، خاصة وأن السجلات البابلية المُعاصرة، التي كانت حريصة على ذكر الإخفاقات الآشورية، قد لزمت الصمت بشأن هذه المسألة.
على الرغم من النهاية غير الحاسمة على ما يبدو لحصار القدس، كانت الحملة الشرقية إلى حد كبير انتصارًا آشوريًا. بعد أن استولى الآشوريون على العديد من أهم مدن مملكة يهوذا المُحصنة ودمروا العديد من البلدات والقرى، أدرك «حزقيا» أن أنشطته المُناهضة للآشوريين كانت عسكريًا وسياسيًا خاطئة بصورة كارثية وبالتالي خضع للآشوريين مرة أخرى. لقد أُجبر على دفع جزية أثقل مما كان عليه في السابق، ربما مع عقوبة ثقيلة والجزية التي فشل في إرسالها إلى نينوى من 705 إلى 701 ق.م. كما أُجبر على إطلاق سراح «بادي»، ملك عقرون، ومنح أجزاء كبيرة من أراضي مملكته إلى الممالك المُجاورة مثل غزة وأشدود وعقرون.

### حل المُشكلة البابلية

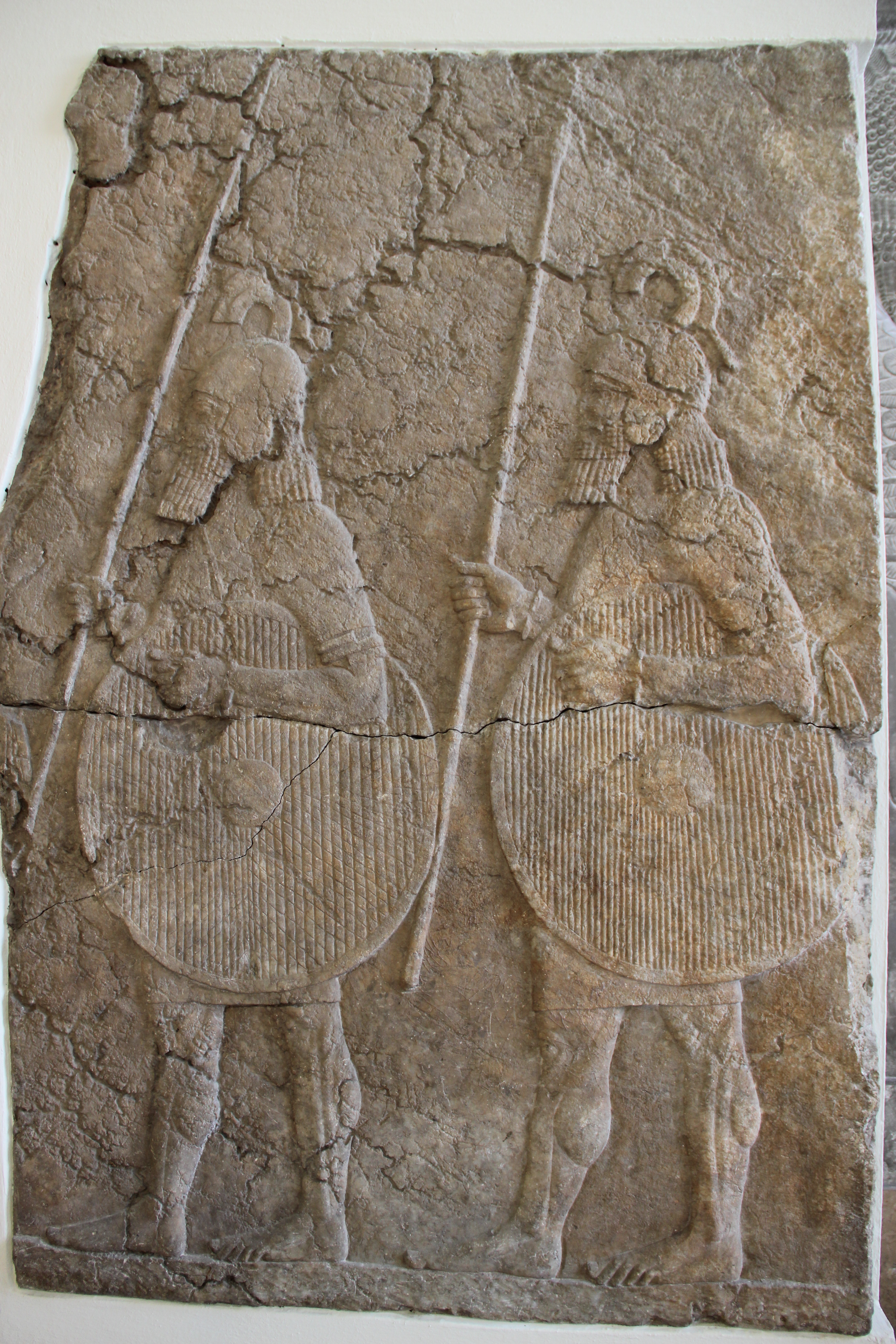
نحت يُصور جُنديين آشوريين من قصر سنحاريب، 704-689 ق.م. مُتحف بيرغامون.

بحلول عام 700 ق.م، تدهور الوضع في بابل مرة أخرى لدرجة أن «سنحاريب» كان عليه أن يغزو المدينة ويعيد تأكيد سُلطته. واجه «بيل إبني» الآن ثورات مفتوحة لزعيمين من زُعماء القبائل، «شوزوبو» (الذي أصبح لاحقًا ملكًا على بابل تحت اسم «موشيزيب مردوخ») و«مردوخ أبلا إدينا الثاني»، وهو الآن رجل مُسن. كان من أول الإجراءات التي اتخذها سنحاريب خلع «بيل إبني» من العرش البابلي، إما بسبب عدم الكفاءة أو التواطؤ، وأُعيد إلى آشور، وبعد ذلك لم يسمع عنه مرة أخرى في المصادر. بحث الآشوريون في الأهوار الشمالية لبابل في محاولة للعثور على «شوزوبو»، لكنهم فشلوا في العثور عَليه. ثم بحث «سنحاريب» عن «مردوخ ابلا ادينا»، كانَت عملية صيد مُكثفة للغاية دفعت الاخير للهرب على متن قوارب مع شعبه عبر خليج العرب، ولجأوا إلى مدينة ناغيتو العيلامية. حاول «سنحاريب» طريقة أخرى لحُكم بابل، من خلال تعيين ابنه «آشور نادين شومي» ملكًا عليها.
كان لقب «آشور نادين شومي» هو «māru rēštû»، وهو لقب يُمكن تفسيره إما على أنه «الابن المُبَجل» أو «الابن البِكْر». يشير تعيينه ملكًا على بابل واللقب الجديد إلى أن «آشور نادين شومي» كان مُعدًا لخلافة «سنحاريب» كملك لأشور عند وفات والده. إذا كان «مارو روستي» يعني «المُبَجل»، فلن يصلح مثل هذا اللقب إلا لولي العهد، وإذا كان يعني «البِكْر»، فهذا يُشير أيضًا إلى كونه الوريث. على كُل حال، اتبع الآشوريون مبدأ البكورة، حيث يرث الابن الأكبر العَرش. المزيد من الأدلة تُشير إلى أن «آشور نادين شومي» كان ولياً للعهد هو بناء «سنحاريب» لقصر في مدينة آشور، وهو أمر سيفعله «سنحاريب» أيضًا لولي العهد اللاحق «أسرحدون». كملك آشوري لبابل، كان منصب «آشور نادين شومي» مهمًا من الناحية السياسية وحساسًا للغاية وكان من شأنه أن يمنحه خبرة قيمة باعتباره الوريث المقصود للإمبراطورية الآشورية الحَديثة.
في السنوات التي تلت ذلك، بقيت بابل هادئة نسبيًا، ولم تدون السجلات تاريخية أي نشاط مُهم. في غضون ذلك، شن «سنحاريب» حملة في مكان آخر. اشتملت حملته الخامسة عام 699 ق.م على سلسلة من الغارات التي شنها على القُرى المُحيطة بسفح جبل جودي الواقعة شمال شرق نينوى. قاد جنرالات «سنحاريب» حملات صغيرة أخرى دون تواجد المَلك، بما في ذلك حملة عام 698 ق.م ضد «كيروا»، وهو حاكم آشوري ثار في قيليقيا على آشور، وحملة 695 ق.م ضد مدينة تجاراما (كانت مدينة في الأناضول خلال العصر البرونزي). في عام 694 ق.م، غزا «سنحاريب» مملكة عيلام، وكان الهدف الواضح للحملة هو استئصال «مردوخ أبلا إدينا» واللاجئين الكلدان الآخرين.

### الحملة العيلامية والانتقام
استعدادًا لهجومه على مملكة عيلام، جمع «سنحاريب» أسطولين كبيرين على ضفاف دجلة والفرات. استُخدام ألاسطول المُتمركز في نهر دجلة بعد ذلك لنقل الجيش الآشوري إلى مدينة أوبيس، حيث تم سحب السُفن إلى الشاطئ ونقلها براً إلى قناة مُرتبطة بنهر الفرات. ثم تم دمج الأسطولين في واحد واستمر بالتقدُم نزولاً إلى الخليج العربي. على رأس الخليج، غمرت عاصفة المعسكر الآشوري واضطر الجنود الآشوريون إلى اللجوء إلى سفنهم. ثم أبحروا عبر الخليج، رحلة أشارت اليها نقوش «سنحاريب» إلى أنها كانت صعبة حيث تم تقديم تضحيات مُتكررة لإنكي، إله الأعماق.
نجح الآشوريون في الأنزال على الساحل العيلامي، ثم بدأو بأصتياد ومُهاجمة اللاجئين الكلدان، أمر اعتبرته كُل من المصادر البابلية والآشورية قد سار بشكل جيد للآشوريين. تصف رواية «سنحاريب» عن الحملة بأنها «نَصر عَظيم» ويتم ذكر عدة مدن استولى عليها ونهبها الجيش الآشوري. على الرغم من أن «سنحاريب» انتقم أخيرًا من «مردوخ أبلا إدينا»، إلا أن عدوه اللدود لم يعش ليرى ذلك، بعد أن مات لأسباب طبيعية قبل أن ينزل الأشوريون في عيلام. ثم اتخذت الحرب منعطفًا غير مُتوقع عندما استغل ملك عيلام، «هالوشو-إنشوشيناك»، وجود الجيش الآشوري بعيدًا عن موطنه لغزو بابل. بمُساعدة القوات الكلدانية الباقية، استولى «هالوشو-إنشوشيناك» على مدينة سيبار، حيث تمكن أيضًا من أسر ملك بابل وخليفة «سنحاريب»، «آشور نادين شومي» وجَلبه إلى عيلام. ثم لم يسمع أي خبر عن «آشور نادين شومي»، وربما تم إعدامه. في مكان «آشور ندين شومي»، أصبح «نيرغال أوشيزيب»، وهو مواطن بابلي، ملكًا على بابل. تنسب السجلات البابلية صعود «نيرغال أوشيزيب» إلى السلطة كَونه قَد عُين من قبل «هالوشو-إنشوشيناك»، بينما تُشير السجلات الآشورية إلى أنه تم اختياره من قبل البابليين أنفسهم.
تمكن الجيش الآشوري، المُحاصَر الآن من قبل العيلاميين في جنوب بابل، من قتل ابن «هالوشو-إنشوشيناك» في مُناوشة لكنه ظل محاصرا لمدة تسعة أشهر على الأقل. رغبةً منه في ترسيخ شرعيته كملك، استغل «نيرغال أوشيزيب» الوضع واستولى على مدينة نيبور ونهبها. بعد بضعة أشهر، هاجم الآشوريون واستولوا على مدينة أوروك الجنوبية. أرهبَ هذا التطور «نيرغال أوشيزيب» فدعا العيلاميين إلى المُساعدة.
بعد سبعة أيام فقط من الاستيلاء على أوروك، التقى الآشوريون والبابليون في مَعركة نهر ديالى بالقرب من نيبور، حيث حققَ الأشوريون انتصار حاسم؛ داحرين الجيش العيلامي-البابلي وأسرين «نيرغال أوشيزيب»، ومُتحررين أخيرًا من موقعهم المُحاصر في الجنوب. من خلال بعض الوسائل غير المعروفة، قبل بضعة أشهر من المعركة تمكن «سنحاريب» من الانزلاق بين القوات البابلية والعيلامية بدون ان يتم اكتشافه ولم يكُن حاضراً في المعركة النهائية، وبدلاً من ذلك ربما كان في طريقه من آشور بقوات إضافية. بمجرد انضمامه إلى جيشه الجنوبي، كانت الحَرب مع بابل قَد حُسمت بالنصر.
بعد ذلك بوقت قصير، اندلعت ثورة في مملكة عيلام شهدت خلع «هالوشو-إنشوشيناك» وصعود «كوتير-ناهونت» إلى العرش. عاقدًا العزم على إنهاء تهديد عيلام، استعاد «سنحاريب» مدينة دير، التي احتلتها عيلام خلال الصراع السابق، وتقدم إلى شمال عيلام. لم يستطع «كوتير-ناهونت» تنظيم دفاع فعال ضد الآشوريين ورفض قتالهم، وبدلاً من ذلك فر إلى مدينة هايدالو الجبلية. بعد ذلك بوقت قصير، أجبر الطقس القاسي «سنحاريب» على التراجع والعودة إلى آشور. 

### تدمير بَابِل

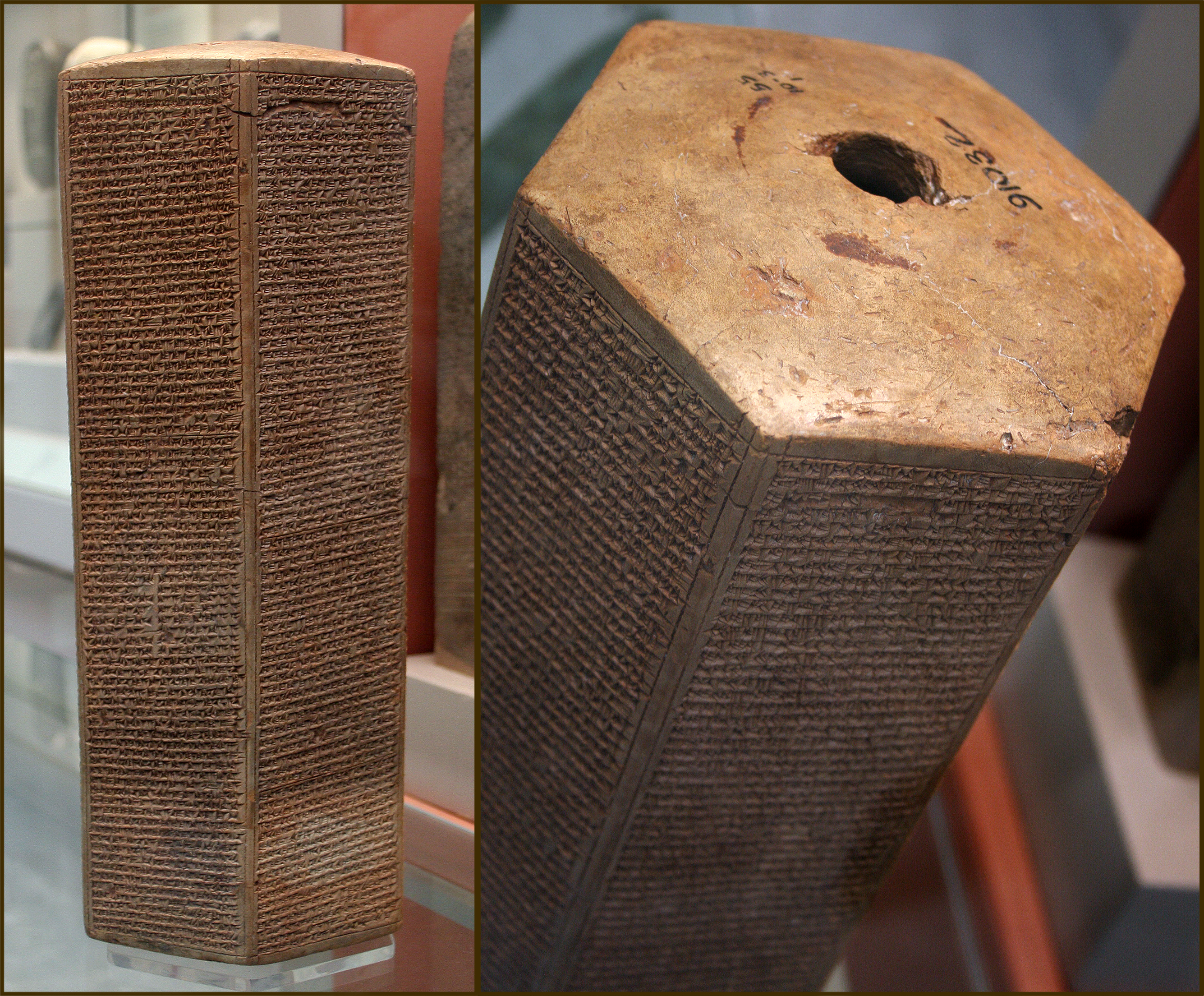
مَسلة سنحاريب، التي تحتوي على سجلات لحملاته العسكرية، بلغت ذروتها مع تدمير بابل. المُتحف البريطاني.

على الرغم من هزيمة «نيرغال أوشيزيب» وهروب العيلاميين، إلا أن بابل لم تستسلم لـ«سنحاريب». عاد الثائر «شوزوبو»، الذي طارده سنحاريب في غزوه للجنوب عام 700 ق.م، إلى الظهور مرة أخرى تحت اسم «موشيزيب مردوخ»، وعلى ما يبدو دون دعم أجنبي، قد اعتلى عرش بابل. نظرًا لأنه كان ملكًا بحلول عام 692 ق.م، ولكن لم يتم وصفه في المصادر الآشورية بأنه «ثائر» حتى عام 691 ق.م، فمن المُمكن أن يكون «سنحاريب» قد قبل حكمه في البداية. كان هُناك أيضًا تغيير في حُكم عيلام، حيث تم عزل «كوتير-ناهونت» لصالح «هومبان نومينا» (المعروف أيضًا باسم «مينانو»)، الذي بدأ في تجميع تحالف مُناهض للآشوريين مرة أخرى. كفل «موشيزيب مردوخ» دعم «هومبان-نومينا» من خلال رشوته. اعتبرت السجلات الآشورية أن قرار «هومبان-نومينا» بدعم بابل كانَ قراراً غير ذكياً، واصفةً إياه بأنه «رجُل بلا أي تَفكير أو حُكم». التقى سنحاريب بأعدائه في معركة قرب مدينة هالولي (مدينة غير مُعترف بها من الناحية الأثرية، على الرغم من وجود تكهنات تُشير إلى أطلاتها في مكان ما بالقرب من بغداد). قاد «هومبان-نومينا» وجنراله «هومبان-أونداشا» القوات البابلية والعيلامية. نتيجة معركة هالولي غير واضحة، كون سجلات كلا الجانبين تدعي نصرًا مُظفرًا. يزعم «سنحاريب» في حولياته أن «همبان-أونداشا» قد قُتل وأن ملوك العدو هربوا للنجاة بحياتهم بينما تدعي السجلات البابلية أن الآشوريين هم من تراجعوا. إذا كانت المعركة انتصارًا جنوبيًا، فإن الانتكاسة التي واجهها الآشوريون كانت ستكون طفيفة لأن بابل أصبحت تحت الحصار في أواخر صيف عام 690 ق.م (ويبدو أنها كانت تحت الحصار لبعض الوقت في تلك المرحلة). لم يزحف الآشوريون إلى بابل على الفور، حيث تم تسجيل وقوع عمليات عسكرية آشورية في أماكن أخرى.
في عام 1973، كتب عالم الآشوريات «جون أ. برينكمان» أن من المُحتمل ان تكون المعركة قد انتهت بنصر جنوبي، على الرغم من وقوع العديد من الضحايا في صفوفهم، بقي كِلا أعداء «سنحاريب» على عروشهم بعد المَعركة. في عام 1982، كتب عالم الآشوريات «لويس د. ليفين» أن المعركة ربما كانت انتصارًا آشوريًا، وإن لم تكن انتصارًا حاسمًا، وأنه على الرغم من هزيمة الجنوبيين وفرارهم، إلا أن التقدم الآشوري على بابل نفسها قد توقف مؤقتًا. يمكن عندئذٍ تفسير انحراف الجيش الآشوري عن مساره من قبل السجلات البابلية على أنه انسحاب آشوري.

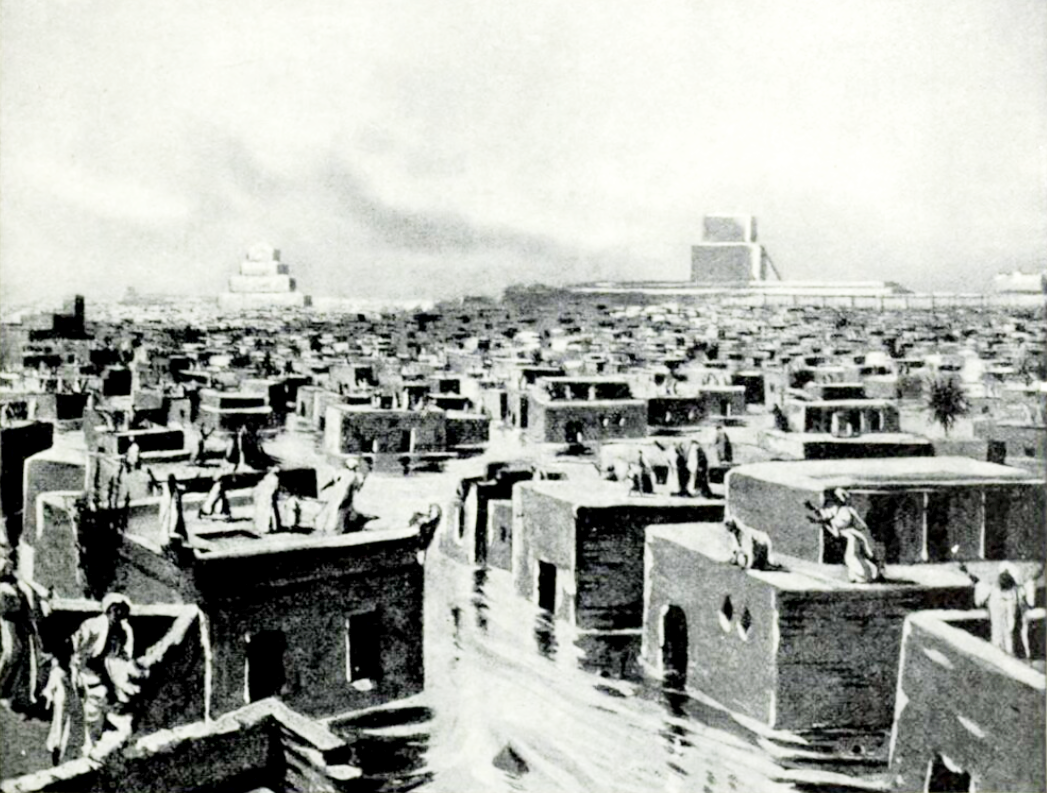
رسم من القُرن العشرين، يوضح التدمير الذي خلفه «سنحاريب» خلال حملته على بَابِل.

في عام 690 ق.م، أصيب «هومبان-نومينا» بسكتة دماغية وانغلق فكه بطريقة منعته من الكلام. مُستغلًا الموقف، شرع «سنحاريب» في حملته الأخيرة ضد بابل. على الرغم من نجاح البابليين في البداية، إلا أن ذلك لم يدم طويلًا، وفي نفس العام، كان حصار بابل قد بدأ بالفعل. من المُحتمل أن تكون بابل في وضع سيئ بمجرد سقوطها في يد «سنحاريب» عام 689 ق.م، بعد أن حوصرت لأكثر من خمسة عشر شهرًا. على الرغم من أن «سنحاريب» كان يفكر بقلق ذات مرة في الآثار المترتبة على استيلاء والده «سرجون الثاني» على بابل والدور الذي ربما لعبته آلهة المدينة التي تعرضت للإهانة في مَقتَل والده، إلا أن موقفه تجاه المدينة قد تغير بحلول عام 689 ق.م. في النهاية ، قرر «سنحاريب» تَدمير بَابِل. يعتقد عالم الآشوريات «جون أ. برينكمان» أن التغير في موقف «سنحاريب» جاء من إرادة الانتقام لابنه، وزَهقه من مَدينة تقع داخل حدود إمبراطوريته ثارت على حُكمه مرارًا وتكرارًا. وفقًا «لبرينكمان»، ربما فقد «سنحاريب» المًودة التي كانً يتمتع بها ذات مرة لآلهة بابل لأنهم ألهموا شعبهم لمُهاجمته. وجاء في رواية «سنحاريب» عن الدمار: 
| سنحاريب | "تَقَدَّمَتُ بِسُرْعَة نَحْوَ بَابِل الَّتِي كُنتُ قَدّ خَطَّطْتُ مُسبَقًا لِغَزَّوهَا. لَقَدّ هَاجَمْتُهَا مثِّل الْعَاصِفَة، وأحَطتُها مثِّل الضَّبَاب. حَاصَرْتُ الْمَدِينَة بِالْأَبْرَاج وَالسَّلَالِم. (...) لَمّ أَسَتَثْنِ أَحَدًا، مَلَأْتُ سَاحَات الْمَدِينَة بِأَجْسَادَهُم. (...)؛ قَبضَ شَعِّبِي عَلَّى تَمَاثِيل الْآلِهَة الَّتِي كَانَتْ هُنَاك وَدَمَّرهَا. (...)؛ دَمّرْتُ الْمَدِينَة وَالْبُيُوت مِنَ الْأعْلَى إِلَى الْأَسْفَل، مِنَ الْأَسَاس إِلَى السَّطْح، وَأَحْرَقْتُهَا بِالنَّار. قُمتٌ بِتَسْوِيَة جُدْرَانهَا الدَّاخِلِيَّة وَالْخَارِجِيَّة. قُمتٌ بِتَسْوِيَة أُرَاضِي الْمَدِينَة عَنّ طَرِيق إغْرَاقهَا حَتَى إنَنِي دَمّرْتُ مُخَطَّط أَسَّسهَا. لَقَدّ جَرَّفْتُهَا أَكَثَّر مِنْ فَيضَان حَتَى لا تُذَكَّر هَذّهِ الْمَدِينَة وَمَعَابِدهَا أبَدًا، لَقَدّ دَمَّرْتُهَا كَسَيْل الْمَاء، وَأَصْبَحْت مثِّل مَرج." مُقتطف مِن حوليات سنحاريب حَول حَملته على بَابِل. | سنحاريب |

على الرغم من أن «سنحاريب» دمر المدينة، إلا أنه يبدو أنه لا يزال خائفًا إلى حد ما من آلهة بابل القديمة. في وقت سابق من روايته للحملة، ذكر على وجه التحديد أن ملاذات الآلهة البابلية قدمت الدعم المالي لأعدائه. المقطع الذي يصف الاستيلاء على مًمتلكات الآلهة وتدمير بعض تماثيلهم هو واحد من المقاطع القليلة التي يستخدم فيها «سنحاريب» كلمة «شعبي» بدلاً من «أنا».  فسر «برينكمان» ذلك في عام 1973 على أنه ترك مسؤولية مصير المعابد ليس على عاتق نفسه، بل على القرارات التي اتخذها أفراد المعبد وأفعال الشعب الآشوري. أثناء تدمير المدينة، دمر «سنحاريب» معابد ونقوش الآلهة، باستثناء تمثال مردوخ الذي نقله إلى بلاد آشور. الامر الذي تسبب في حالة من الذعر في آشور نفسها، حيث كانت بابل وآلهتها موضع تقدير واحترام كبير. حاول «سنحاريب» تبرير أفعاله لمواطنيه من خلال حملة دعاية دينية. من بين عناصر هذه الحملة، أمر بتأليف أسطورة تم فيها محاكمة مردوخ أمام آشور، إله آشور. هذا النص مًجزأ، ولكن يبدو أن مردوخ قَد وجِد مُذنب بارتكاب بعض الجرائم الجسيمة. وصف «سنحاريب» هزيمته للمتمردين البابليين بلغة أسطورة الخلق البابلية، وربط بابل بالإلهة الشيطانية الشريرة تيامات ونفسه مع مردوخ. حل آشور مكان مردوخ في عيد رأس السنة، وفي معبد العيد وضع كومة رمزية من أنقاض بابل. في بابل، ولَدت سياسة «سنحاريب» تجاه المدينة كراهية عميقة بين الكثير من سُكانها. كان هدف «سنحاريب» هو القضاء التام على دولة بابل ككيان سياسي. على الرغم من أن بعض الأراضي البابلية الشمالية أصبحت مُقاطعات آشورية، إلا أن الآشوريين لم يبذلوا أي جهد لإعادة بناء بابل نفسها، وتشير السجلات الجنوبية من ذلك الوقت إلى العصر على أنه عصر «بِلا ملوك». 

### تجديد نَينَوى
بعد الحرب الأخيرة مع بابل، كرس «سنحاريب» وقته لتحسين عاصمته الجديدة بدلاً من الشروع في حملات عسكرية أخرى. كانت نَينَوى مدينة مُهمة في شمال بلاد الرافدين لآلاف السنين. تعود أقدم آثار اللأستيطان البشري في موقعها إلى الألفية السابعة قبل الميلاد، ومن الألفية الرابعة قبل الميلاد وما بعدها شكلت مركزًا إداريًا هامًا في الشمال. عندما جعل «سنحاريب» المدينة عاصمته الجديدة، شهدت المدينة واحدة من أكثر مشاريع البناء طموحًا في التاريخ القديم، حيث تحولت تمامًا من حالة الإهمال التي كانت عليها قبل عهده. في حين أن عاصمة والده، دور شروكن، كانت إلى حد ما تقليدًا للعاصمة السابقة نمرود، كان «سنحاريب» ينوي تحويل نينوى إلى مدينة تُذهل بجمالها العالم المعروف.
تعود أقدم النقوش التي تتحدث عن مشاريع البناء في نينوى إلى عام 702 ق.م وتتعلق ببناء القصر الجنوبي الغربي، عبارة عن قصر كبير تم تشييده في الجزء الجنوبي الغربي من العاصمة. أطلق «سنحاريب» على هذا القصر اسم «قَصر لا يُضاهيه قَصر». أثناء عملية البناء، تم هدم قصر أصغر كان في الموقع المُخطط لبناء القصر الجنوبي الغربي، وتم إعادة توجيه مجرى من المياه كان قد أدى إلى تآكل أجزاء من تل القصر الصغير الذي تم هدمه، وتم تشييد مصطبة كان من المُقرر أن يستند القصر الجديد عليها بلغ ارتفاعُها 160 طبقة من الطوب. على الرغم من أن العديد من هذه النقوش المُبكرة تتحدث عن القصر كما لو كان قد اكتمل بالفعل، إلا أن هذه الطريقة كانت الطريقة المُتبعة للكتابة عن مشاريع البناء في بلاد آشور القديمة. نينوى التي وصفها «سنحاريب» في أقدم نصوصه كانت مدينة لم تكن موجودة في ذلك الوقت إلا في خياله.
بحلول عام 700 ق.م، تم تشييد جُدران غرفة العرش في القصر الجنوبي الغربي، تلاها بعد فترة وجيزة العديد من النقوش التي كانت ستُزين داخلها. كانت الخطوة الأخيرة في بناء القصر هي تشييد تماثيل ضخمة تصور الثيران المُجنحة والأسود، وهي سمة من سمات العمارة الآشورية المتأخرة. على الرغم من التنقيب عن مثل هذه التماثيل الحجرية في نينوى، إلا أن التماثيل الضخمة المُماثلة المذكورة في النقوش على أنها صُنعت من معادن ثمينة لا تزال مفقودة. شُيد سقف القصر بأشجار السرو والأرز التي تم احضارُها من الجبال في الغرب، وأضاء القصر من خلال عدة نوافذ وزينت من الداخل بأوتاد فضية وبرونزية وطابوق ملون من الخارج. يبلغ طول الهيكل الكامل، الذي يمر بجوار التلة التي بنيت عليها، 450 مترًا وعرضه 220 مترًا. أحتوى أحد الأسود الحجرية الموجودة في القصر على نص يتعلق بملكة «سنحاريب»، «تاشميت شرات»، على آمل أن يعيش الملك والملكة بصحة جيدة وطويلة الأمد داخل القصر الجديد. نص النقش المكتوب بطريقة حميمية وغير مُعتادة يقول:
| سنحاريب | وبالنسبة للملكة تاشمتو شارات، زوجتي الحبيبة، التي جعلت الالهه ننهورساج ملامحها أجمل من جميع النساء الأخريات، فقد بنيت لها قصرًا للحب والفرح والسرور. [...] بأمر من آشور، والد الآلهة، والملكة السماوية عُشتار، نرجو أن نعيش طويلاً في صحة وسعادة في هذا القصر ونستمتع بالرفاهية إلى أقصى حد. | سنحاريب |

على الرغم من أن قصر «سنحاريب» قد تم تصميمه على الأرجح على شاكلة قصر والده «سرجون» الذي تم بناؤه في دور شروكين، إلا أن قصر «سنحاريب»، وخاصة الأعمال الفنية الموجودة فيه، تُظهر بعض الاختلافات. على الرغم من أن نقوش «سرجون» تظهر عادة الملك على أنه قريب من أعضاء آخرين من الطبقة الأرستقراطية الآشورية، فإن نقوش «سنحاريب» تصور عادة الملك شاهق الارتفاع فوق أي شخص آخر في المنطقة المجاورة له بسبب ركوبه في عربة.
تُظهر نقوشه مشاهد أكبر، بعضها تقريبًا من وجهة نظر عين الطائر. هناك أيضًا أمثلة على نهج أكثر طبيعية في الفن ؛ حيث تصورهم التماثيل الضخمة للثيران المجنحة من قصر سرجون بخمسة أرجل بحيث يمكن رؤية أربعة أرجل من كلا الجانبين واثنان من الأمام ، بَينما تَمتلك ثيران «سنحاريب» أربع أرجل. 
شيد «سنحاريب» حدائق جميلة في قصره الجديد، واستورد العديد من النباتات والأعشاب من جميع أنحاء إمبراطوريته وخارجها. ربما تم استيراد نبات القطن من أماكن بعيدة مثل الهند. يقترح البعض أن حدائق بابل المُعلقة، إحدى عجائب الدنيا السبع، كانت في الواقع هذه الحدائق الموجودة في نينوى. يعتبر المؤرخ «إيكهارت فرام» أن هذه الفكرة غير مُرجحة بسبب وجود حدائق ملكية في بابل أيضًا.
إلى جانب القصر، أشرف «سنحاريب» على مشاريع بناء أخرى في نينوى. قام ببناء قصر ثان كبير في التل الجنوبي للمدينة، كان بمثابة ترسانة لتخزين المُعدات العسكرية وكمقر دائم لجزء من الجيش الآشوري. تم بناء العديد من المعابد وترميمها، وكثير منها على تل كويونجيك (حيث كان يقع القصر الجنوبي الغربي)، بما في ذلك معبد مُخصص للإله سين. قام «سنحاريب» أيضًا بتوسيع المدينة بشكل كبير إلى الجنوب وأقام أسوارًا ضخمة جديدة للمدينة، محاطة بخندق مائي بلغ عمقه إلى 25 مترًا وعرضه 15 مترًا.

### التآمر والقتل والخلافة

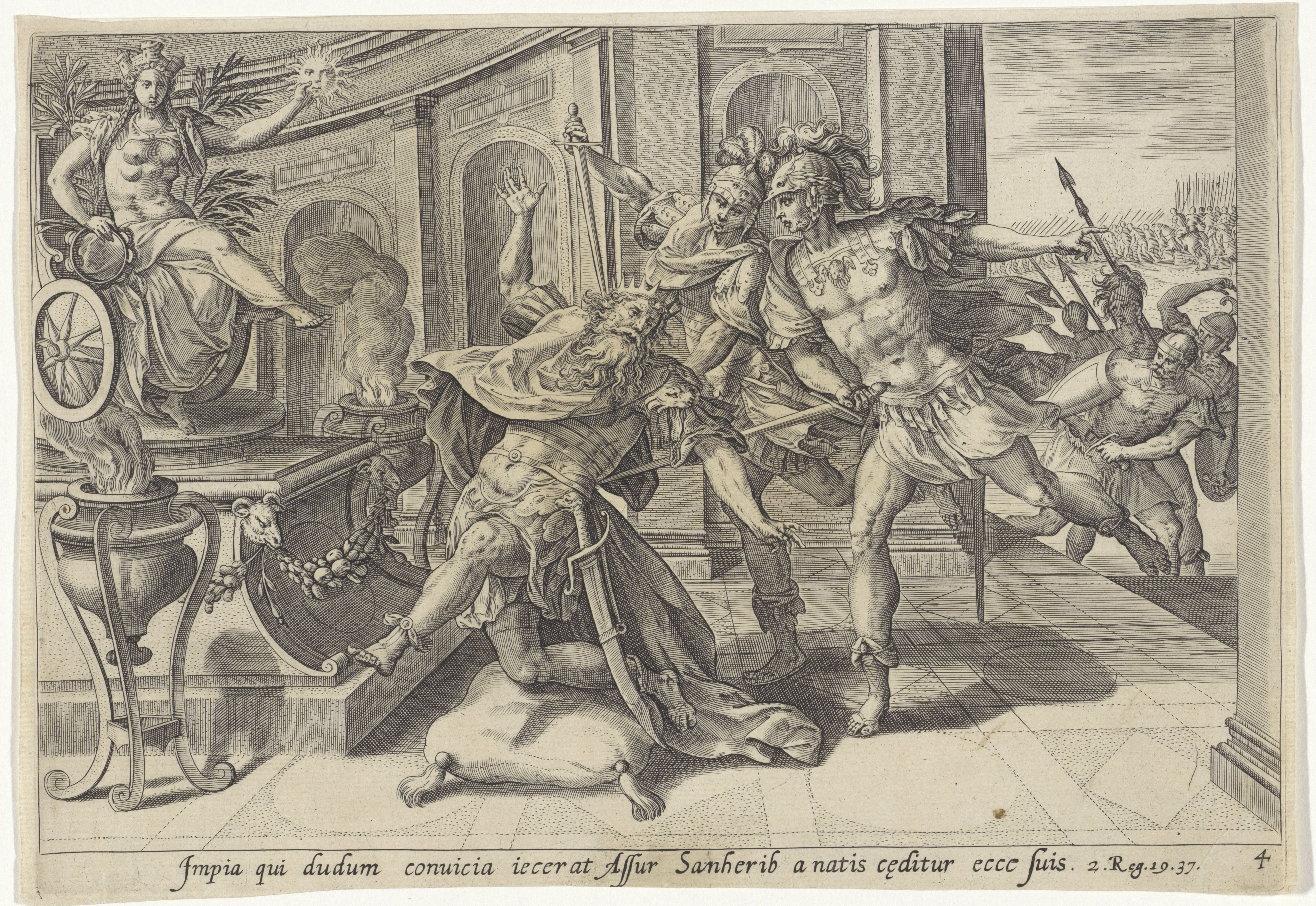
مقتل «سنحاريب» على يد أبنائه.

عندما اختفى ابنه الأكبر وولي عهده الأصلي، «آشور نادين شومي»، الذي من المُفترض أنه أُعدم، اختار «سنحاريب» ابنه الأكبر، «أردا موليسو»، وليًا جديدًا للعهد. شغل «أردا موليسو» منصب الوريث الظاهر لعدة سنوات حتى عام 684 ق.م عندما استبدله «سنحاريب» فجأة بأخيه الأصغر «أسرحدون». سبب أستبدال «أردا موليسو» المُفاجئ غير معروف، لكن من الواضح من النقوش المُعاصرة أنه أصيب بخيبة أمل كبيرة. ربما لعبت «نقية» والدة «أسرحدون»، دورًا في إقناع «سنحاريب» باختيار ولدها وريثًا له. على الرغم من أستبداله، ظل «أردا موليسو» شخصية محبوبة وشعبية، وقام بعض التابعين والنُبلاء بدعمه سرًا باعتباره الوريث الشرعي.

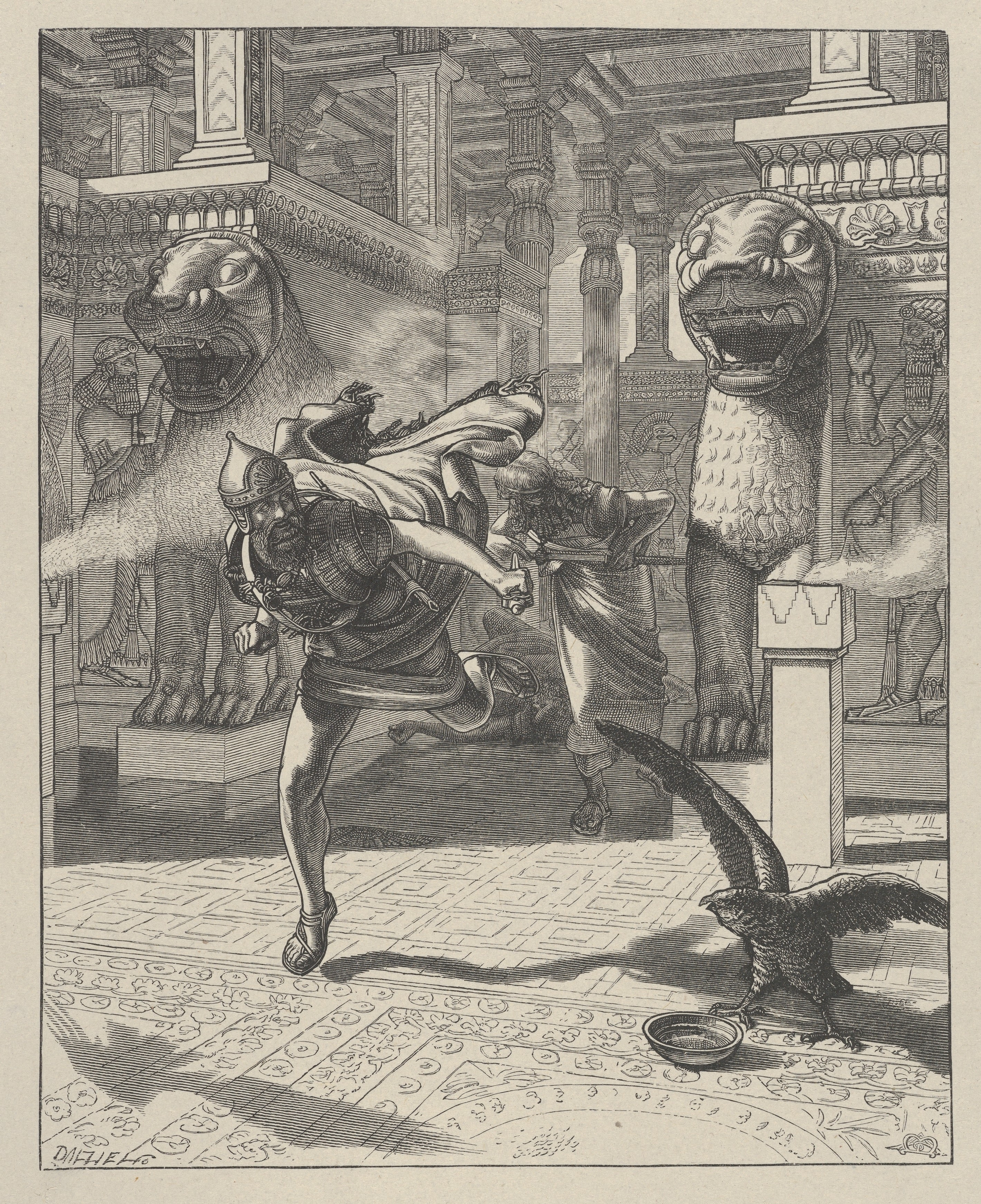
هُروب أبناء «سنحاريب» بعد قتلهم لوالدهُم.

أجبر «سنحاريب» «أردا موليسو» على أداء قسم الولاء «لأسرحدون»، قدم «أردا موليسو» العديد من المُناشدات إلى والده لإعادته إلى منصب الوريث. لاحظ «سنحاريب» تزايد شعبية «أردا موليسو» وخاف على خليفته المُعَين، فأرسل «أسرحدون» إلى المُقاطعات الغربية. وضع منفى «أسرحدون» «أردا موليسو» في موقف صعب، حيث وصل إلى ذروة شعبيته ولكنه كان عاجزًا عن فعل أي شيء لأخيه. للاستفادة من هذه الفرصة، قرر «أردا موليسو» أنه بحاجة إلى التصرف بسرعة، فقرر الاستيلاء على العرش بالقوة. أبرم «معاهدة تمرد» مع آخر من إخوته الأصغر، «نابو شار أوسر»، وفي 20 أكتوبر 681 ق.م، أقدموا على قتل والدهُم في أحد معابد نَينَوى، ربما معبد الإله سين.
صدم مَقتل «سنحاريب»، ملك إحدى أقوى إمبراطوريات العالم في ذلك الوقت، مُعاصريه. تلقى الناس في جميع أنحاء الشرق الأدنى الأخبار بمشاعر قوية ومُختلطة. احتفل سُكان بلاد الشام وبابل بالأخبار وأعلنوا أن هذا الفعل هو عقاب إلهي لحملات «سنحاريب» الوحشية ضدهم، بينما كان رد الفعل في آشور مزيجًا من الاستياء والرعب. سجلت العديد من المصادر الحدث، بما في ذلك الكتاب المقدس (سَفر الملوك الثاني 19:37 ؛ اشعياء 37:38)، حيث تسمى «أردا موليسو» بـ «أدراملك».
على الرغم من نجاح مؤامرته، لم يتمكن «أردا موليسو» من الاستيلاء على العرش. تسبب مقتل الملك في الاستياء ضده من قبل بعض أنصاره مما أخر احتمالية تتويجه، وفي غضون ذلك، قام «أسرحدون» بتشكيل جيش. التقى الجيش الذي أقامه «أردا موليسو» واخيه «نابو شار أوسر» بقوات «أسرحدون» في ميتاني، مملكة تقع في الأجزاء الغربية من الإمبراطورية. هناك الحق «أسرحدون» بهُم الهزيمة، هرب مُعظم جنودهم وانضموا «لأسرحدون»، الذي سار بعد ذلك إلى نينوى دون معارضة، ليصبح ملكًا جديدًا لآشور. بعد فترة وجيزة من توليه العرش، أعدم «أسرحدون» جميع المُتآمرين والأعداء السياسيين الذين كانوا في متناول يده، بما في ذلك أسر إخوته. تم إعدام كل خادم متورط في أمن القصر الملكي في نينوى. نجا «أردا موليسو» واخيه «نابو شار أوسر» من هذا التطهير، وهربوا كمنفين إلى مملكة أورارتو الشمالية.

## الأُسرة والأطفال

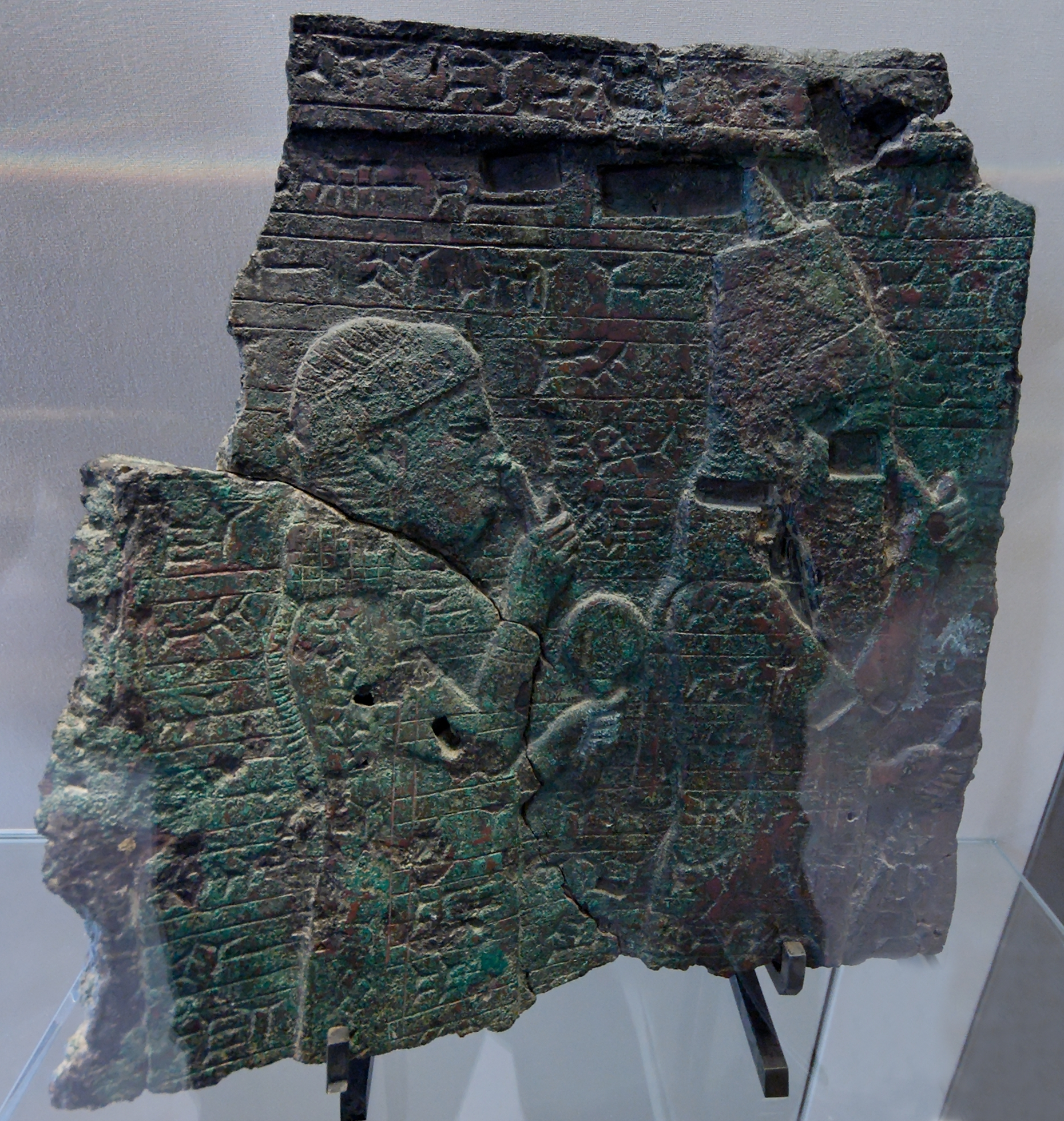
نقش يصور ابن «سنحاريب» وخليفته «أسرحدون» (يمين) مع والدته «نقية». مُتحف اللوفر.

كما كان تقليدياً بالنسبة للملوك الآشوريين، كان لسنحاريب حريم كثير من النساء. واثنتان من زوجاته عُرفتا بالاسم - «تشمتو شرات» (بالأكادية: 𒊩𒀭𒌨𒈨𒌈𒊬𒋥) و«نقية» (بالأكادية: 𒊩𒈾𒆥𒀪𒀀). ما إذا كان كلاهما قد شغل منصب الملكة أمر غير مؤكد، لكن المصادر المُعاصرة تُشير إلى أنه على الرغم من أن عائلة الملك ضمت العديد من النساء، إلا أنه سيتم الاعتراف بواحدة فقط في كل مرة على أنها الملكة والقرين الأساسي. في مُعظم فترات حكم «سنحاريب»، كانت الملكة هي «تشمتو شرات»، واسمها يعني حرفياً «تشميتوم هي الملكة». تُشير النقوش إلى أن «سنحاريب» و«تشمتو شرات» كانت لهما علاقة حب، حيث أشار الملك إليها على أنها «زوجتي الحبيبة» وأشاد بجمالها علنًا.
من غير الواضح ما إذا كانت «نقية» قد حملت لقب ملكة. تمت الإشارة إليها باسم «الأم الملكة» في عهد «أسرحدون»، ولكن نظرًا لأنها كانت والدة «أسرحدون»، فقد يكون اللقب قد مُنح لها إما في أواخر عهد سنحاريب أو من قبل «أسرحدون» نفسه. على الرغم من أن «تشمتو شرات» كانت رفيق سنحاريب الأساسية لفترة أطول، إلا أن «نقية» معروفة أكثر اليوم لدورها في عهد «أسرحدون». عندما أصبحت واحدة من زوجات سنحاريب، أخذت الاسم الأكادي «زاكيتو» (نقية هو اسم آرامي). قد يشير وجود اسمين إلى أن «نقية» ولدت خارج بلاد آشور - ربما في بابل أو في بلاد الشام - ولكن لا يوجد دليل ملموس لأي نظرية تتعلق بأصلها.
كان «لسنحاريب» سبعة أبناء وبنت واحدة على الأقل. باستثناء «أسرحدون» المعروف بابن «نقية»، لا تُعرف أي من زوجات «سنحاريب» امهات اطفاله. من المُحتمل أن تكون «تشمتو شرات» أمًا لبعضهن على الأقل. اسماءهم كانت:
- آشور نادين شومي (بالأكادية: 𒀭𒄭𒈬𒈬)[53]- الأبن البكر «لسنحاريب». عُيِن ملكا على بابل ووليًا للعهد عام 700 ق.م، وشغل كلا المنصبين حتى أسره وإعدامه على يد العيلاميين عام 694 ق.م. [93]
- آشور إلي موباليسو (بالأكادية: 𒁹𒀭𒊹𒀭𒈬𒋾𒆷𒁉)[91] - الابن الثاني «لسنحاريب» (يُدعى كذلك «مارو تيردينو»، وتعني «الابن الثاني»). ورد ذكره على أنه «ولُد عند أقدام آشور»، مما يوحي بأنه كان له دور في الكهنوت.[91] أعطاه والده منزلاً في آشور، ربما في وقت ما قبل 700 ق.م، ومزهرية ثمينة تم التنقيب عنها لاحقًا في نينوى.[94]
- أردا موليسو (بالأكادية: 𒁹𒀴𒀭𒊩𒌆𒆤) [95] - أكبر أبناء «سنحاريب» بحلول وقت وفاة «آشور نادين شومي» عام 694 ق.م، شغل منصب ولي العهد من 694 حتى 684 ق.م، عندما تم استبداله كوريث لأسباب غير معروفة «بأسرحدون». دبر مؤامرة عام 681 ق.م التي انتهت بقتل «سنحاريب» على أمل الظفر بعرش الإمبراطورية لنفسه.[87] بعد هزيمة قواته على يد «أسرحدون»، هرب إلى مملكة أورارتو.[87]
- آشور شومو أوشابشي (يُلفظ بالأكادية: Aššur-šumu-ušabši) - ابن لا يُعرف مكانه في تسلسل أطفال «سنحاريب». أعطاه «سنحاريب» منزلا في نينوى. تم التنقيب في وقت لاحق عن أحجار تحمل كتابات تتحدث عن بناء هذا المنزل في نينوى، مما يُشير على الأرجح إلى وفاة «آشور شومو أوشابشي» قبل الانتهاء من بناء المنزل.[94]
- أسرحدون (بالأكادية: 𒀸𒋩𒉽𒀸)[96] - الابن الأصغر الذي شغل منصب ولي عهد «سنحاريب» من 684 حتى 681 ق.م وخلفه كملك آشور من 681 حتى 669 ق.م.
- نيرغال شمو ابني (بالأكادية: 𒁹𒀭𒌋𒄥𒈬𒆕) - الاسم الذي أعيد بناؤه لابن آخر «لسنحاريب». ورد أنه وظف عددًا كبيرًا من العاملين، بما في ذلك مربي خيول شخصي يُدعى «ساما». كذلك يمكن إعادة بناء اسمه ليُصبح «نيرغال شمو أوسر».[94] قد يكون «نيرغال شمو ابني» وليًا للعهد إلى جانب «أردا موليسو»، وربما كان الوريث المقصود لبابل، لكن الأدلة غير حاسِمة.[97]
- نابو شار أوسر (يُلفظ بالأكادية: Nabû-šarru-uṣur)[98] - الابن الأصغر الذي انضم إلى «أردا موليسو» في مؤامرة قتل «سنحاريب» للاستيلاء على السُلطة. هرب مع «أردا موليسو» إلى مملكة أورارتو. [87]
- شديتو (بالأكادية: 𒊩𒆳𒄿𒌓) [94] - وهي الوحيدة من بنات «سنحاريب» المعروفة بالاسم، تظهر «شديتو» في وثائق بيع الأراضي وتم تنفيذ طقوس الحماية نيابة عنها. ربما كانت ابنة «نقية» كونها احتفظت بمكان في العائلة المالكة في عهد «أسرحدون». كانت هي أو ابنة أخرى من بنات «سنحاريب» مُتزوجة من نبيل مصري يُدعى «شوشانك» في 672 ق.م. [92]

يسرد لوح صغير تم التنقيب عنه في نينوى أسماء أبطال أسطوريين من بلاد الرافدين، مثل جلجامش، وبعض الأسماء الشخصية. نظرًا لأن اسم «آشور إلي موباليسو» (الابن الثاني «لسنحاريب») يظهر في قائمة الأسماء الشخصية هذه، جنبًا إلى جنب مع أسماء مُجزأة يمكن إعادة بنائها مثل «آشور نادين شومي» أو «آشور شومو أوشابشي» و«أسرحدون»، فمن المُمكن أيضًا أن تكون الأسماء الشخصية الأخرى أسمائًا لأبناء آخرين «لسنحاريب». تتضمن هذه الأسماء «إيلي بولوتو أشور» و«أشور مكانيش إليجا» و«أنا أشور تقلاك» و«أشور بني إيلي» و«سماش سلامشو» و«أشور شاكين ليتي».

## شخصيته

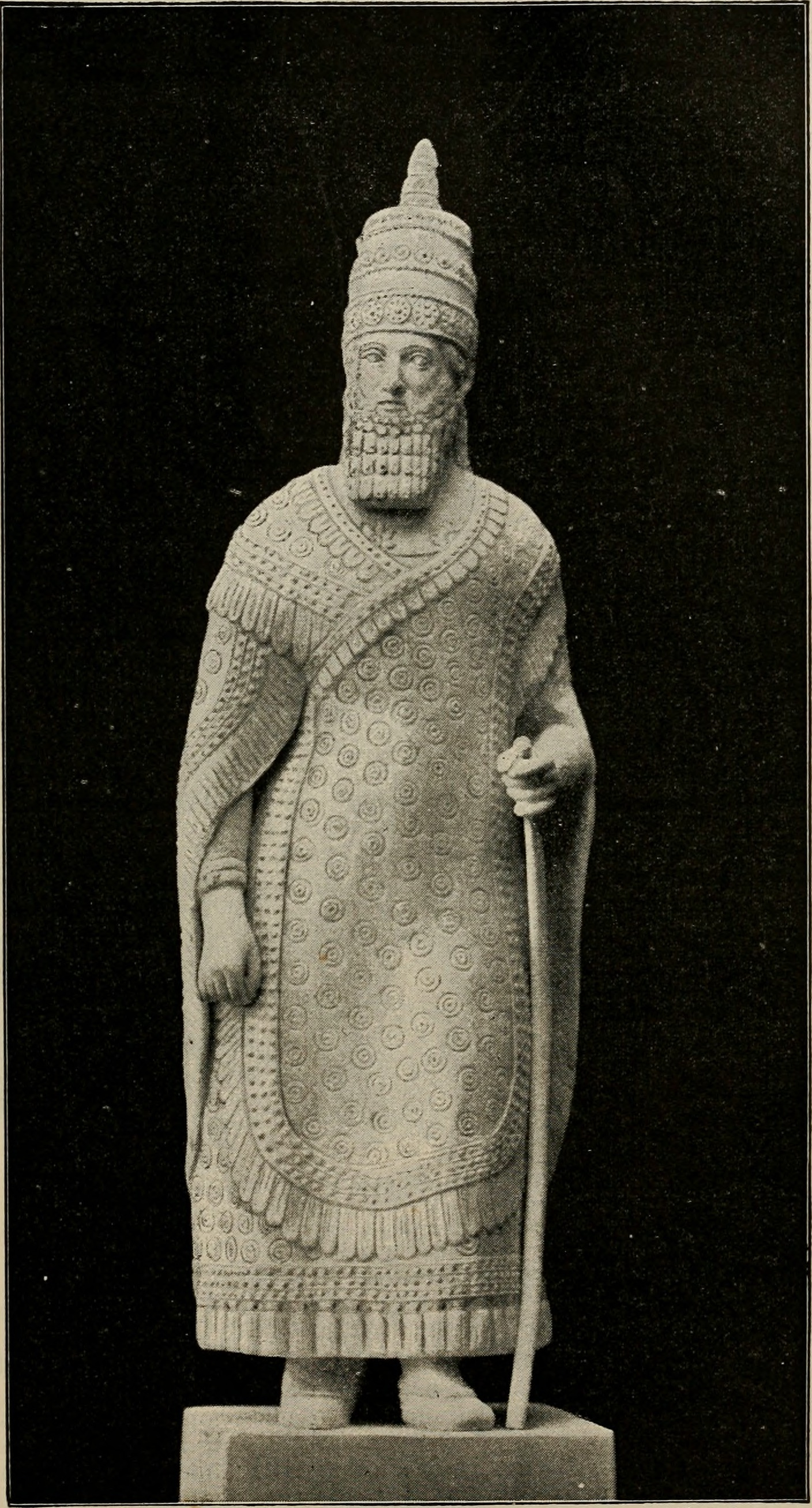
تصوير «لسنحاريب» من نُسخة مُصورة للكتاب المُقدس تعود إلى عام 1896.

ان المصادر الرئيسية التي يُمكن استخدامُها لتكوين صورة واضحة المعالم لشخصية «سنحاريب» هي تلك الموجودة في نقوشه الملكية. هذه النقوش لم يكتبها الملك، بل دونها كتبتُه. غالبًا ما كانت بمثابة دعاية تهدُف إلى تصوير الملك على أنه أفضل من جميع الحُكام الآخرين، سواء المُعاصرين أو القُدامى. علاوة على ذلك، غالبًا ما تصف النقوش الملكية الآشورية الأمور العسكرية والأعمارية فقط وكانت ذات صيغة عالية، وتختلف قليلاً من ملك إلى ملك. من خلال فحص النقوش ومقارنتها بنقوش الملوك الآخرين والنقوش غير الملكية، يُمكن استنتاج بعض الجوانب المُهمة لشخصية هذه الملك. مثل نقوش الملوك الآشوريين الآخرين، أظهر فخره واحترامه لذاته، على سبيل المثال في المقطع: «آشور، أبو الآلهة، نظر إلي بثبات من بين جميع الحُكام وجعل أسلحتي أكبر من أسلحة كل الذين جلسوا على العرش». كذلك في عدة نُقوش، يتم التأكيد على ذكاء «سنحاريب» الفذ، على سبيل المثال في المقطع: «منحني الإله نينشيكو فهمًا واسعًا يساوي فهم الحكيم أدوبو ووهبني المعرفة». العديد من النقوش تسميه «أساريد-كال-مالكي» بمعنى «أَول من حَكم» و«إيلو-جتمالو» بمعنى «الرجُل المثالي». إن قرار «سنحاريب» بالاحتفاظ باسم ولادته عندما أصبح ملكًا بدلاً من أستخدام اسم العرش، وهو ما فعله 19 من أسلافه، البالغ عددهم 21، يُشير إلى الثقة بالنفس. تبنى «سنحاريب» عدة ألقاب جديدة لم يستخدمها قبله الملوك الآشوريون قط، مثل «ولي الحق» و«عاشق العدل»، مما يشير إلى رغبته في ترك بصمة شخصية على حقبة جديدة بدأت في عهده.

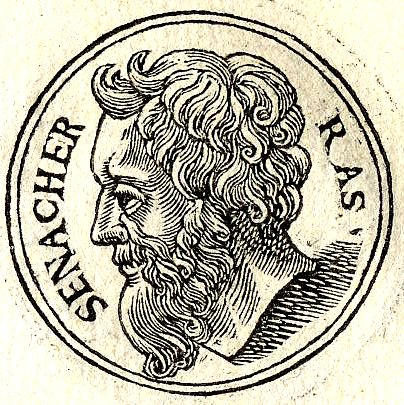
رسم تخيُلي «لسنحاريب» بواسطة الرسام «غيلوم رويلي» يعود إلى سنة 1553م.

عندما أصبح «سنحاريب» ملكًا، كان قد بلغ من الخبرة أشُدها بعد أن شغل منصب ولي عهد «سرجون» لأكثر من 15 عامًا وكان لديه معرفة واسعة في فهم وإدارة الإمبراطورية. على عكس العديد من الملوك الآشوريين السابقين واللاحقين (بما في ذلك والده)، لم يصور «سنحاريب» نفسه على أنه فاتح أو يُعبر عن رغبته الشديدة في غزو العالم. بدلاً من ذلك، صورت نقوشه في كثير من الأحيان أهم أجزاء عهده على أنها مشاريع بناء واسعة النطاق. لم تهدُف مُعظم حملات «سنحاريب» إلى الغزو، ولكن إلى قمع الثورات ضد حُكمه، واستعادة الأراضي المفقودة ولتأمين الموارد لتمويل مشاريع البناء الخاصة به. إن قيادة جنرالاته للعديد من الحملات، بدلاً من «سنحاريب» نفسه، تظهر أنه لم يكن مُهتمًا بالحملات العسكرية كما كان أسلافُه. إن الانتقام الوحشي والعقاب الذي تم ألحاقه بأعداء آشور الموصوفين في نقوش «سنحاريب» لا يعكسان الحقيقة بالضرورة. كونها كانت بمثابة أدوات ترهيب من أجل الدعاية والحرب النفسية.

نقش خشبي يصور «سنحاريب»، بواسطة النحات «جورج بينز»، القرن السادس عشر.

على الرغم من عدم الاهتمام الواضح بالسيطرة على العالم، فقد تبنى «سنحاريب» الألقاب التقليدية لمُلوك بلاد الرافدين التي أشارت إلى حُكم العالم بأسره، «ملك الكون» و«ملك أركان العالم الأربعة». أكدت الألقاب الأخرى، مثل «الملك القوي» و«الملك الجبار»، قوته وعظمته إلى جانب ألقاب مثل «المُحارب الرجولي» (zikaru qardu) و«الثور البري» (rīmu ekdu). وصف «سنحاريب» كل حملاته، حتى الفاشلة منها، بأنها انتصارات في نظره. لم يكن هذا بالضرورة ناتج عن كبرياء شخصي. كان رعاياه ينظرون إلى الحملة الفاشلة على أنها علامة بأن الآلهة لم تعد تُحبذ حُكمه. كان «سنحاريب» مُقتنعًا تمامًا بأن الآلهة دعمته ورأى أن كل حروبه كانت لهذا السبب فقط.
يعتقد المؤرخ «فرهم» أن «سنحاريب» قد عانى من اضطراب ما بعد الصدمة نتيجة المصير الكارثي الَذي حل بوالده. من المصادر، يبدو أن الأخبار السيئة كانت تُغضب «سنحاريب» بسهولة وأنه أصيب بأزمات نفسية خطيرة. يذكر ابنه وخليفته «إسرحدون» في نقوشه أن الشيطان «ألو» قد أصاب «سنحاريب» ولم يجرؤ أحد من عرافيه في البداية على إخبار الملك أنهم لاحظوا علامات تُشير إلى وجود الشيطان. لم يتم فهم هذه الأعراض بصورة كاملة، لكن الأعراض النمطية الموصوفة في الوثائق المُعاصرة تشمل عدم معرفة المصابين لأنفُسهم، تقلص حدقة العين، تشنُج الأطراف، عدم القُدرة على الكلام، مع طنين آذن مُستمر.
تمتعت النساء في عهد «سنحاريب» بمكانة أجتماعية مرفقه بأحترام كبير من قبل الملك، بحيث كانت نساء البلاط أكثر بروزًا وتمتعن بامتيازات أكثر في عهده مما كانت عليه الأحوال في عهد الملوك الآشوريين السابقين. أسباب سياسته تجاه قريباته غير معروفة. ربما أراد نقل السُلطة بعيدًا عن الجنرالات والزعماء أصحاب النفوذ إلى عائلته، بعد أن واجه ورأى ملكات العرب اللَّاتي أتخذن قراراتهن الخاصة وقادوا الجيوش. ربما كان يعوض الطريقة التي تعامل بها مع ذكرى والده. تشمل الأدلة على المكانة المُتزايدة للنساء الملكيات العدد الأكبر من النصوص التي تُشير إلى الملكات الأشوريات من عهد «سنحاريب» مُقارنة بملكات الأزمنة السابقة، والدليل كان لملكات «سنحاريب» وحدات عسكرية دائمة خاصة بهن، تمامًا مثل الملك. يعكس المكانة المُتزايدة لنساء العائلة المالكة، خلال فترة «سنحاريب»، تصوير الآلهة الإناث بشكل متكرر. على سبيل المثال، يتم تصوير الإله آشور بشكل متكرر مع رفيقته الإلهة موليسو.
على الرغم من تصديق «سنحاريب» للخُرافات فيما يتعلق بمصير والده وقناعته بالدعم الإلهي، يعتقد عالم الآشوريات «جوليان إ. ريد» أن الملك كان إلى حد ما مُتشككاً في الدين. كانت معاملة «سنحاريب» النهائية لبابل، بحيث دمر المدينة ومعابدها، ودنس المُقدسات ويبدو انه أهمل المعابد في آشور ايضًا، حتى أجرى تجديدًا لمعبد الإله آشور في أواخر عهده.
لقد تلاشى الأصطلاح السلبي التقليدي القائل بأن «سنحاريب» كانَ فاتحًا لا يرحم من الدراسات الحديثة. قيمَ عالم الآشوريات «جوليان إ. ريد» في عام 1978 «سنحاريب» كملك برز بين الحُكام الآشوريين على أنه مُنفتح الذهن وذو بصيرة، كان رجلًا «لم يتعامل بفعالية مع الأزمات العادية فحسب، بل قَلبها ألى حوادث أيجابية، وحاول إنشاء هيكلة إمبراطورية مُستقرة مُحصنة ضد الأزمات». يعتقد «جوليان إ. ريد» أن انهيار الإمبراطورية الآشورية في غضون سبعين عامًا من وفاة «سنحاريب» يمكن أن يُعزى جزئيًا إلى الملوك اللاحقين الذين تجاهلوا سياسات «سنحاريب» وإصلاحاته. استنتجت المؤرخة «جوزيت علاي»، في عام 2018، أن «سنحاريب» كان مُختلفًا عن الصورة السلبية التقليدية وكذلك عن الصورة المثالية التي أراد الملك أن ينقلها عن نفسه من خلال نقوشه، لكن عناصر من كلا النُقطتين كانت صحيحة. وفقًا لما قالته «علاي»، كان «سنحاريب» «ذكيًا وماهرًا، وصاحب قُدرة على التكيف»، لكن «إحساسه بالتقوى كان مُتناقضًا، حيث أنه من ناحية، دمر تماثيل الآلهة والمعابد في بابل، بينما من جهة أخرى كان يستشير الآلهة قبل أن يتصرف ويصلي لهم». تعتقد «علاي» أن عيب «سنحاريب» الأكبر كان «شخصيته الغاضبة والانتقامية ونفاذ الصبر» وأنه، عندما يكون عاطفيًا، يُمكن دفعه لاتخاذ قرارات غير عقلانية.

## أرثه

### سنحاريب في الذاكرة الشعبية
طوال آلاف السنين التي أعقبت وفاة «سنحاريب»، كانت الصورة الشعبية المُتعارف عليها للملك سلبية بشكل أساسي. السبب الأول لذلك هو تصوير الكتاب المُقدس له كجَبَّار جائِر حاول الاستيلاء على الأرض المُقدسة. والثاني تدميرهُ لبابل، إحدى أعظم مُدن العالم القديم. استمرت هذه النظرة السلبية لـ«سنحاريب» حتى العصر الحديث. تم تقديم «سنحاريب» كمُفترس لا يرحم، هاجم مملكة يهوذا كما لو كان «ذئبًا في حظيرة» في قصيدة شهيرة للشاعر «جورج بايرون» من عام 1815 بعنوان «تَدمير سِنحاريب»:
| سنحاريب | نزلَ الآشوريون كالذِئب على الحَظيرة، وكانَت كَتائِبُهم تَتَلألئ بِلَون الأرجوان والذَهب. كانَ لمَعان رِماحَهُم كنُجوم على البَحر، عِندما تدحرَجت المَوجة الزرقاء ليلا على عُمق الجَليل. | سنحاريب |

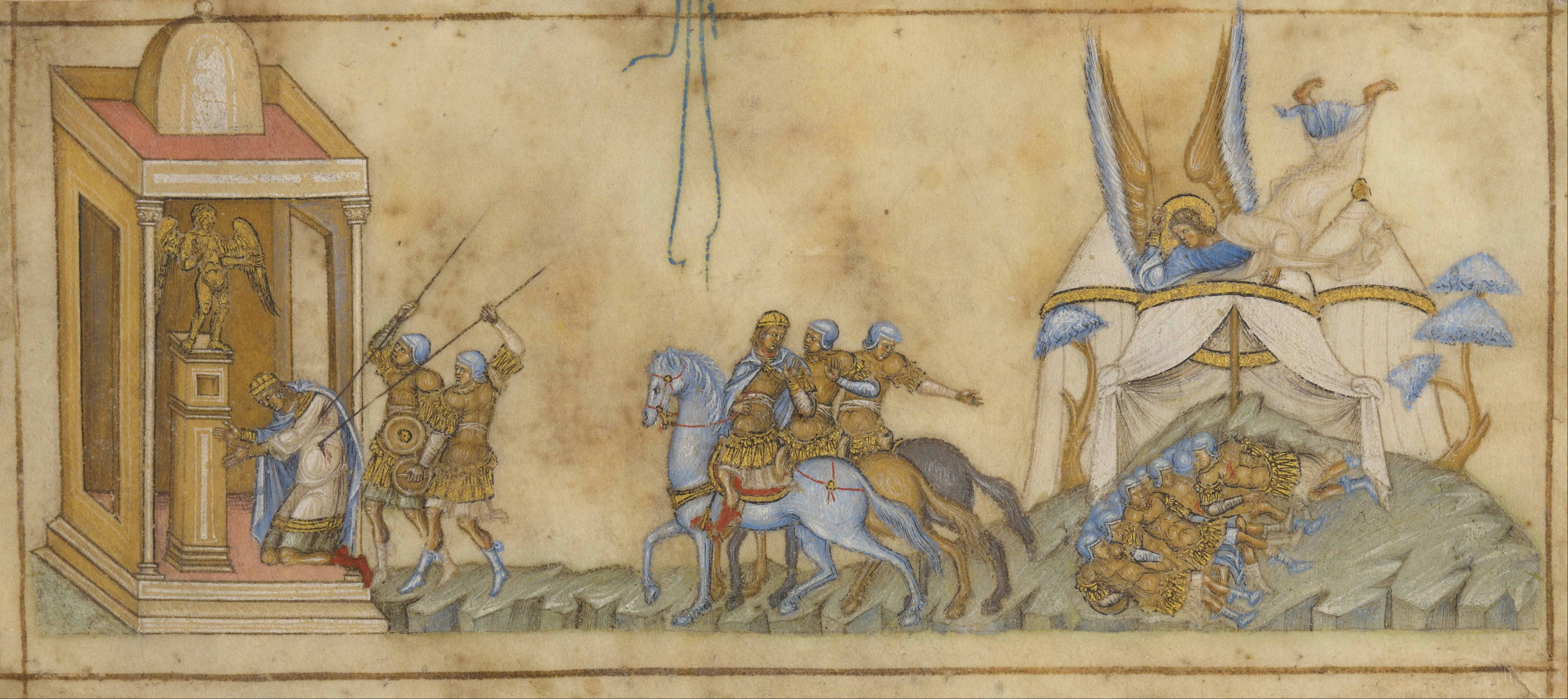
لوحة من كتاب «أنبياء العهد القديم» كًتب في صقلية حوالي عام 1300 م، تصور ثلاثة مشاهد منفصلة من حرب «سنحاريب» ضد بني إسرائيل. على اليمين، يصور الملاك على أنه يدمر جيش الآشوريين. في الوسط، يظهر «سنحاريب» وبقية جنوده في طريق عودتهم إلى نينوى. على اليسار، مَقتله بواسطة أثنان من أبنائه بينما كان يُصلي أمام صنم وثني.

في عام 2014 وصف عالم الآثار التوراتي «إسحاق كليمي» والمؤرخ «سيث ريتشاردسون» حصار «سنحاريب» للقُدس بأنه «حدث عالمي»، مُشيرًا إلى أنه قرر مصير العديد من الشُعوب. وفقًا «لكليمي»، كان لهذا الحدث وعواقبه تداعيات ليس فقط على الآشوريين والإسرائيليين، ولكن أيضًا على الشعوب البابلية والمصرية والنوبية والحثية والأناضولية. تمت مُناقشة الحصار ليس فقط في المصادر المُعاصرة، ولكن في الفلكلور والتقاليد اللاحقة، مثل الفولكلور الآرامي، وفي التاريخ اليوناني الروماني اللاحق للشرق الأدنى وفي حكايات المسيحيين والعرب في العصور الوسطى. تعتبر حملة سنحاريب الشامية حدثًا جليًا في الكتاب المُقدس، حيث تمت مُناقشته في مواضع عديدة، ولا سيما سفر الملوك الثاني "18: 13-19: 37، 20: 6" وسفر أخبار الأيام "32: 1-23". الغالبية العُظمى من الروايات الكتابية عن حكم الملك «حزقيا» في سفر الملوك الثاني مكُرسة لحملة «سنحاريب». في سفر أخبار الأيام، يُنظر إلى الحملة الآشورية (التي توصف بأنها عمل عدواني وليس كرد على أنشطة «حزقيا» المُتمردة) كونه قد حُكم عليها بالفشل مُنذ البداية. وفقًا للرواية، لم يكن أي عدو، ولا حتى ملك أشور العَتيد، قادرًا على الظَفَر بـ«حزقيا» حيث كان الله إلى جانب ملك يهودا. يتم تقديم الصراع على أنه شيء يشبه الجِهاد، «حَرب الإله ضد سنحاريب الوثني». على الرغم من أن آشور كان لديها أكثر من مئة ملك طوال تاريخها، إلا أن «سنحاريب» (مع ابنه «أسرحدون» وأحفاده «آشور بانيبال» و«شماش شوم أوكين») هو أحد الملوك القلائل الذين تم ذُكرهم في الفولكلور الآرامي والسرياني لفترة طويلة بعد سقوط الامبراطورية.
القصة الآرامية القديمة «لأحيقار الحكيم» تصور «سنحاريب» كراعي خَير «لأحيقار»، بينما تصوير «أسرحدون» بشكل أكثر سلبية. وصفت الحكايات السريانية في العصور الوسطى «سنحاريب» بأنه ملك وثني اغتيل نتيجة نزاع عائلي «واعتنق أطفالهُ المسيحية». أسطورة القديسين «بهنام وسارة» في القرن الرابع تضع «سنحاريب»، تحت اسم «سناريب»، كوالدُهما. بعد أن اعتنق «بهنام» المسيحية، أمر «سنحاريب» بإعدامه، لكنه أصيب لاحقًا بمرض خطير تم علاجه من خلال تعميده من قبل القديس «متى» في آشور. بعدها، تحول «سنحاريب» إلى المسيحية وأقامَ ديرًا عظيمًا بالقرب من الموصل، يُدعى دير مار متي.
شغل «سنحاريب» أيضًا أدوارًا مُختلفة في التقاليد اليهودية اللاحقة. في المدراش، والعهد القديم، غالبًا ما يتم سَرد أحداث 701 ق.م بالتفصيل. تُصور جيشًا عرمرمًا جيشه «سنحاريب» وتشير إلى كيفية استشارت الملك للمُنجمين مرارًا وتكرارًا في حملته، مما أدى إلى تأخير أفعاله. في القصص، تحطمت جيوش «سنحاريب» عندما تلا «حزقيا» مزامير "هُلل" عشية عيد الفصح. غالبًا ما يتم تصوير الحدث كنهاية العالم، حيث يصور «حزقيا» على أنه المَشيحْ وأن «سنحاريب» وجيوشه تجسيد «ليأجوج ومأجوج». لا يزال «سنحاريب»، بسبب الدور الذي يلعبه في الكتاب المقدس، من أشهر الملوك الآشوريين حتى يومنا هذا.

### الأكتشافات الأثرية

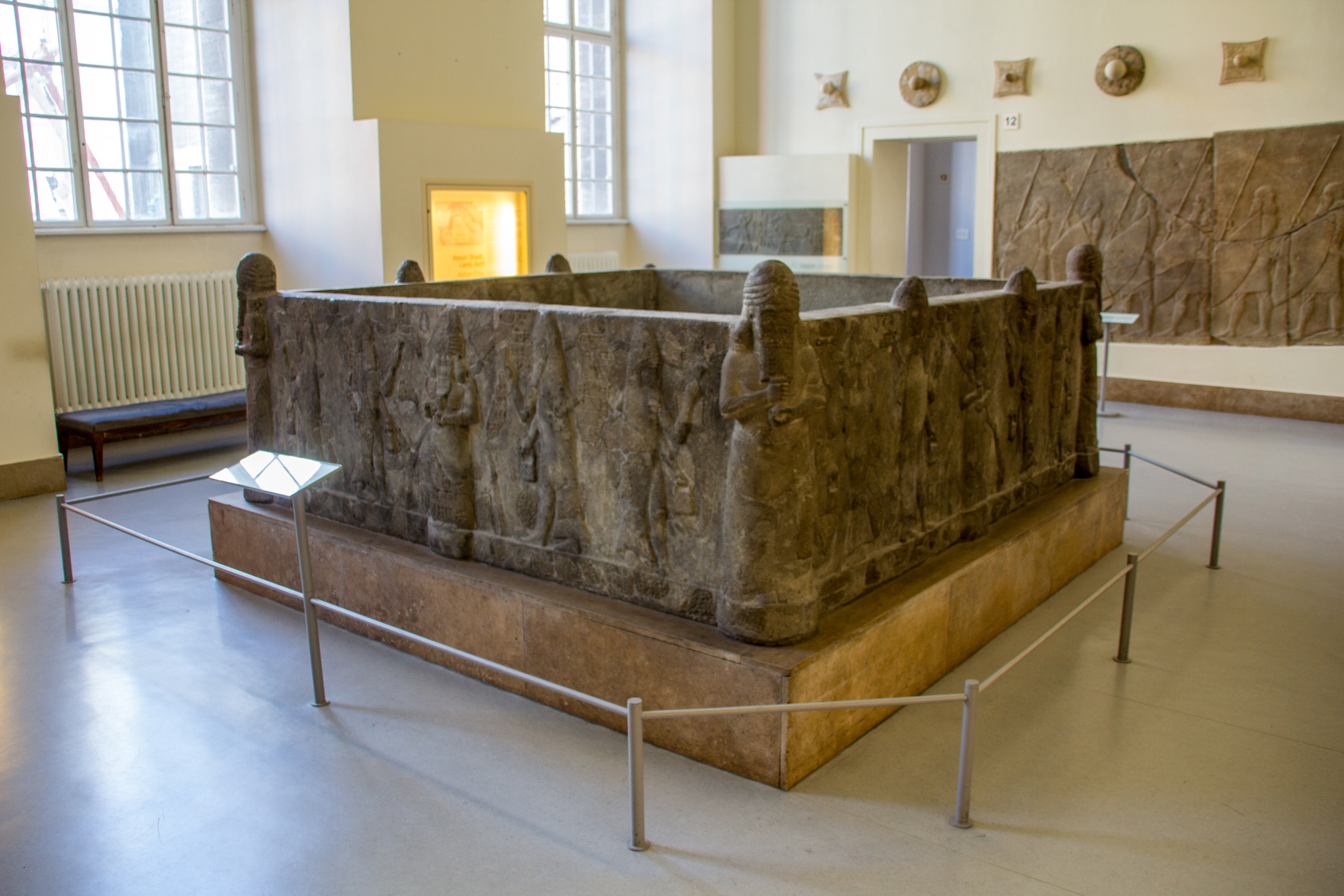
حوض ماء منحوت من البازلت، أُستُعمل في طقوس التطهير الديني داخل معبد آشور في مدينة نينوى، 704-681 ق.م. مُتحف بيرغامون. عند اكتشافه، كان الحوض مُتحطم بصورة كاملة. تم نحته في الأصل من حجر بازلتي واحد وكان يقع في فناء معبد آشور. في كل ركن وجانب من جوانب الحوض، يوجد نقش لآلهة تُمسك أبريق. يتدفق الأبزو من السماء، إلى الأباريق، وثُم إلى الأرض. في المركز يوجد كاهنين يرتديان جلود سمك ويمسكان دلاء صغيرة مملوءة بسائل لغسل هذا الإله. هُناك العديد من النقوش المسمارية على الحوض تذكر اسم الملك «سنحاريب».

إن اكتشاف نقوش سنحاريب في القرن التاسع عشر، حيث تَذكر أفعال وحشية مثل الأمر بقطع أعناق أعدائه العيلاميين وقطع أيديهم وشفاههم، زاد من سُمعته الشرسة بالفعل. اليوم، العديد من هذه النقوش، موجود في مجموعات المتاحف الأوربية مثل مُتحف فورديرازياتيش ومُتحف بيرغامون.في برلين والمُتحف البريطاني في لندن، والبعض الأخر في مؤسسات ومجموعات خاصة. بقيت بعض الآثار الكبيرة التي تحمل نقوش «سنحاريب» في نينوى، حيث تم إعادة دفن بعضها. غالبًا ما تم نسخ نقوش «سنحاريب» التي تذكُر مشاريعه الإنشائية وحملاته العسكرية، والتي يُشار إليها عادةً باسم «حوليات سنحاريب»، عدة مرات وانتشرت خلال فترة حكمه في جميع أنحاء الإمبراطورية الآشورية الحديثة. في السنوات الست الأولى من حُكمه، تم كتابتها على أسطوانات من الطين، لكنه بدأ فيما بعد باستخدام المناشير، رُبما لأنها وفرت مساحة أكبر.
الألواح الطينية من حكم «سنحاريب» أقل عددًا من تلك المُكتشفة من زمن والده «سرجون الثاني» وزمن ابنه «أسرحدون»؛ مُعظمهم من فترته كولي للعهد. هناك أنواع أخرى من النقوش غير الملكية من عهد «سنحاريب»، مثل الوثائق الإدارية والوثائق الاقتصادية والسجلات، وهي أكثر عددًا. بالإضافة إلى المصادر المكتوبة، فقد نجت العديد من الأعمال الفنية من زمن «سنحاريب»، ولا سيما نقوش الملك من قصره في نينوى. يصورون عادة غزواته، وأحيانًا مُرفقة بنص قصير يشرح المشهد المعروض. اكتشف عالم الآثار البريطاني «أوستن هنري لايارد» وحُفر لأول مرة من عام 1847 إلى عام 1851، كان اكتشاف النقوش التي تصور حصار «سنحاريب» لمدينة لخيش في القصر الجنوبي الغربي، أول تأكيد أثري لحدث موصوف في الكتاب المُقدس على الأطلاق.

قاد عالما الآشوريات «هرمز رسام» و«هنري رولينسون» من 1852 إلى 1854 و«ويليام لوفتوس» من 1854 إلى 1855 و«جورج سميث» من 1873 إلى 1874 حفريات أخرى في القصر الجنوبي الغربي. من بين العديد من النقوش الموجودة في الموقع، اكتشف «سميث» ألواح مُجزأة لقصة الطوفان، مما أثار الكثير من الجدل بين العلماء والجمهور على حدٍ سواء. 
منذ «سميث»، شهد الموقع عدة فترات من التنقيب والدراسة المُكثفة؛ عاد «رسام» من 1878 إلى 1882، وأشرف عالم المصريات «واليس بودج» على الحفريات من 1889 إلى 1891، وعالم الآشوريات «ليونارد كينغ» من 1903 إلى 1904 وعالم الآشوريات «ريجاند كامبل» في 1905 ومن 1931 إلى 1932. أجرى قسم الآثار العراقي تحت إشراف عالم الآشوريات «طارق مظلوم» أحدث الرحلات التنقيبية من عام 1965 إلى عام 1968. العديد من نقوش «سنحاريب» معروضة اليوم في مُتحف فورديرازياتيش في برلين والمتحف البريطاني في لندن، والمُتحف العراقي في بغداد، ومُتحف المتروبوليتان للفنون في نيويورك، ومُتحف اللوفر في باريس.
في عام 2011 تم اكتشاف مُنحدراً ضخماً في تل قصر شمامك، ذو سُلم مُتعدد الدرجات ذات ارتفاع مُنخفض جدا، الدرجات مبنية من الآجر المفخور، وقد عُثر على نص مسماري على واحدة من الآجرات المفخورات التي بني بها الدرج يحمل اسم الملك الآشوري سنحاريب. واثناء التنقيبات الفرنسية تم العثور على العديد من الكتابات المسمارية تحمل معظمها نصا يذكر فيه لقب من القاب الملك ذاكرًا بناء سورين وقصر في المدينة.

## الألقاب
أستخدم «سنحاريب» الالقاب التالية في النقوش المُبكرة عن حملتهُ البَابِلية عام 703 ق.م:
| سنحاريب | سنحاريب، الملك العظيم، الملك الجبار، ملك آشور، ملك بلا مُنازع، الراعي الصالح، مُفضل الآلهة العُظماء، الراعي المُصلي، الذي يخافُ الآلهة العظيمة، حامي العدل، عاشق العدل، الذي يُقدم الدعم، يأتي إلى مُساعدة العاجز والهادف لفعل الخير، البطل المثالي، الرجل الجبار، أولاً بين جميع الملوك، العُنق الذي ينحني غير خاضع، الذَي يضرب العدو كالصاعقة، آشور، الجبل العظيم، وهبني مُلكًا لا مثيل له وجعل أسلحتي أقوى من أسلحة جميع الحُكام الآخرين الجالسين على العرش. | سنحاريب |

تم استخدام هذه الالقاب البديلة في نقش من القصرُ الجنوبي الغربي «لسنحاريب» في نَينَوى بعد حملتهُ البَابِلية الثانية عام 700 ق.م:
| سنحاريب | سنحاريب، الملك العظيم، الملك الجبار، ملك الكون، ملك آشور، ملك الزوايا الأربعة؛ مُفضل الآلهة. العاقل والماكر. البطل القوي، أولاً بين جميع الأُمراء؛ اللهب الذي يلتهم العاصي، الذي يضرب الطالح كالصاعقة. آشور، الآله العظيم، وهبني مُلكًا لا مثيل له وجعل أسلحتي أقوى من أسلحة جميع الحُكام الآخرين الجالسين على العرش. من البحر العلوي لغرُب الشمس إلى البحر السُفلي لشروق الشمس، كل أمراء الزوايا الأربعة قد استسلموا تحت قدمي. | سنحاريب |